# Turnês de Luis Miguel

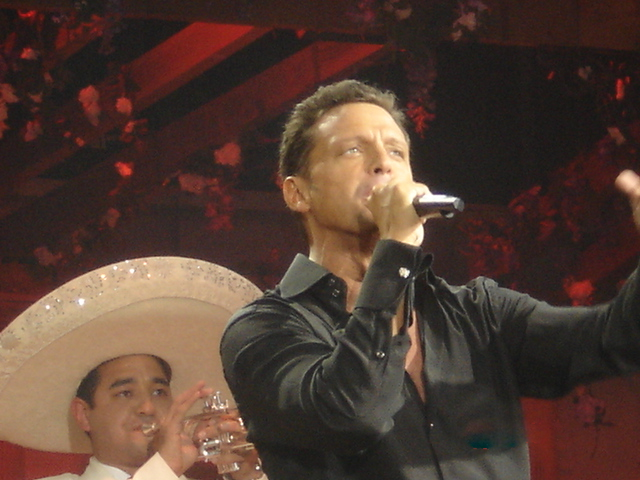
Luis Miguel se apresentando durante a México en la Piel Tour.

Esta é uma lista de turnês promovidas pelo cantor mexicano Luis Miguel. A maioria de suas turnês passaram pela América Latina, América do Norte e Europa.
Entre 1982 e 1986, o cantor fez apresentações nos países da América Latina, incluindo participações em programas de televisão e em festivais como as de Viña del Mar. A partir de 1987, o cantor também se apresentou nos Estados Unidos, devido ao grande sucesso do álbum Soy Como Quiero Ser.
Após algumas turnês no começo da década de 1990, em 1997, o cantor começou a se apresentar na Europa, principalmente na Espanha com a turnê de Romances. Em 2008 com a turnê de Cómplices, o cantor se apresentou pela primeira vez no Canadá.
Entre 2010 e 2013, Luis Miguel promoveu sua turnê de seu último álbum e também em comemoração dos trinta anos de sua carreira. Marcou a volta do cantor ao Brasil após treze anos e ao Festival de Viña del Mar após dezoito anos. Essa turnê se encerrou em 21 de Dezembro de 2013, após ter realizado 223 shows no total.
Em 12 de Setembro de 2014, o cantor inicia a turnê Déjà Vu Tour, em decorrência ao lançamento do single de mesmo nome.

## 20 Años Tour
A 20 Años Tour foi uma turnê promovida pelo cantor mexicano Luis Miguel, para divulgar o álbum 20 Años. É considerada a primeira maior turnê de sua carreira, passando pelo México e por algumas cidades dos Estados Unidos.

### Set list
| N.º | Título                                                                         | Álbum original      | Duração |  |
| 1.  | "Intro"                                                                        |                     |         |  |
| 2.  | "Oro de Ley"                                                                   | 20 Años             |         |  |
| 3.  | "Yo Qué No Vivo Sin Tí"                                                        | Soy Como Quiero Ser |         |  |
| 4.  | "Amante del Amor"                                                              | 20 Años             |         |  |
| 5.  | "Pupilas de Gato"                                                              | Busca Una Mujer     |         |  |
| 6.  | "Culpable o No"                                                                | Busca Una Mujer     |         |  |
| 7.  | "Hoy el Aire Huele a Tí"                                                       | 20 Años             |         |  |
| 8.  | "Más Allá de Tódo"                                                             | 20 Años             |         |  |
| 9.  | "Ahora Te Puedes Marchar"                                                      | Soy Como Quiero Ser |         |  |
| 10. | "Il Cielo"                                                                     | Música inédita      |         |  |
| 11. | "Alguién Como Tú"                                                              | 20 Años             |         |  |
| 12. | "Entrégate"                                                                    | 20 Años             |         |  |
| 13. | "Fría Como el Viento"                                                          | Busca Una Mujer     |         |  |
| 14. | "Stragna Gelozzia"                                                             | Música inédita      |         |  |
| 15. | "Tengo Todo Excepto a Tí"                                                      | 20 Años             |         |  |
| 16. | "Será Qué No Me Amas"                                                          | 20 Años             |         |  |
| 17. | "Medley ("Un Poco Más"/"Llévatela"/"El Reloj"/"Sabor a Mí"/"Contigo Aprendi")" | Música inédita      |         |  |
| 18. | "De Qué Manera Te Olvido"                                                      | Música inédita      |         |  |
| 19. | "Como Fué"                                                                     | Música inédita      |         |  |
| 20. | "Un Hombre Busca Una Mujer"                                                    | Busca Una Mujer     |         |  |
| 21. | "La Incondicional"                                                             | Busca Una Mujer     |         |  |
| 22. | "Cuándo Calienta el Sol"                                                       | Soy Como Quiero Ser |         |  |

## Romance Tour
A Romance Tour foi uma turnê promovida pelo cantor mexicano Luis Miguel, para divulgar o seu mais bem sucedido álbum Romance. Passou por vários países, como Venezuela, Estados Unidos e México. O show do México teve seus ingressos esgotados em apenas três horas, e três canções deste repertório foram gravadas para seu EP América & En Vivo de 1992.

### Set list
| N.º | Título                      | Álbum original      | Duração |  |
| 1.  | "Intro"                     |                     |         |  |
| 2.  | "Oro de Ley"                | 20 Años             |         |  |
| 3.  | "Amante del Amor"           | 20 Años             |         |  |
| 4.  | "Pupilas de Gato"           | Busca Una Mujer     |         |  |
| 5.  | "Hoy el Aire Huele a Tí"    | 20 Años             |         |  |
| 6.  | "Ahora Te Puedes Marchar"   | Soy Como Quiero Ser |         |  |
| 7.  | "Alguién Como Tú"           | 20 Años             |         |  |
| 8.  | "Entrégate"                 | 20 Años             |         |  |
| 9.  | "Tengo Todo Excepto a Tí"   | 20 Años             |         |  |
| 10. | "Será Qué No Me Amas"       | 20 Años             |         |  |
| 11. | "No Me Platiques Más"       | Romance             |         |  |
| 12. | "Contigo en la Distancia"   | Romance             |         |  |
| 13. | "La Puerta"                 | Romance             |         |  |
| 14. | "La Mentira"                | Romance             |         |  |
| 15. | "Cuándo Vuelva a Tu Lado"   | Romance             |         |  |
| 16. | "No Sé Tú"                  | Romance             |         |  |
| 17. | "Inovidable"                | Romance             |         |  |
| 18. | "Un Hombre Busca Una Mujer" | Busca Una Mujer     |         |  |
| 19. | "Cuándo Calienta el Sol"    | Soy Como Quiero Ser |         |  |

## Segundo Romance Tour
A Segundo Romance Tour foi uma turnê promovida pelo cantor mexicano Luis Miguel durante o ano de 1994, para divulgar o álbum Segundo Romance.

### Set list
| N.º | Título | Álbum original                              | Duração |  |
| 1.  | "Intro" |                                             |         |  |
| 2.  | "Luz Verde" | Aries                                       |         |  |
| 3.  | "América, América (em alguns shows)" | América & En Vivo                           |         |  |
| 4.  | "Pensar en Tí" | Aries                                       |         |  |
| 5.  | "Dame Tu Amor" | Aries                                       |         |  |
| 6.  | "No Sé Tú" | Romance                                     |         |  |
| 7.  | "Tú y Yo (em alguns shows)" | Aries                                       |         |  |
| 8.  | "Alguién Como Tú" | 20 Años                                     |         |  |
| 9.  | "Medley ("Yo Qué No Vivo Sin Tí"/"Culpable o No"/"Más Allá de Tódo"/Fría Como el Viento"/"Entrégate"/"Tengo Todo Excepto a Tí"/"La Incondicional")" | Soy Como Quiero Ser/Busca Una Mujer/20 Años |         |  |
| 10. | "Suave" | Aries                                       |         |  |
| 11. | "Intro (cordas)" |                                             |         |  |
| 12. | "Hasta Qué Me Olvides" | Aries                                       |         |  |
| 13. | "Intro (banda)" |                                             |         |  |
| 14. | "Qué Nivel de Mujer" | Aries                                       |         |  |
| 15. | "Historia de Un Amor" | Segundo Romance                             |         |  |
| 16. | "Nosotros" | Segundo Romance                             |         |  |
| 17. | "Somos Novios" | Segundo Romance                             |         |  |
| 18. | "Como Yo Te Amé" | Segundo Romance                             |         |  |
| 19. | "Sin Tí" | Segundo Romance                             |         |  |
| 20. | "El Día Qué Me Quieras" | Segundo Romance                             |         |  |
| 21. | "Intro (vídeo)" |                                             |         |  |
| 22. | "La Media Vuelta" | Segundo Romance                             |         |  |
| 23. | "Si Nos Dejan (em alguns shows)" | Música inédita                              |         |  |
| 24. | "Amanecí en Tus Brazos (em alguns shows)" | Música inédita                              |         |  |
| 25. | "El Rey (em alguns shows)" | Música inédita                              |         |  |
| 26. | "Será Qué No Me Amas" | 20 Años                                     |         |  |
| 27. | "Cuándo Calienta el Sol" | Soy Como Quiero Ser                         |         |  |

### Datas
| #                | Data                        | Cidade           | País             | Local                          |
| América do Norte | América do Norte            | América do Norte | América do Norte | América do Norte               |
| ---------------- | --------------------------- | ---------------- | ---------------- | ------------------------------ |
| 1                | 4 de Agosto de 1994         | Cidade do México | México           | Auditorio Nacional             |
| 2                | 5 de Agosto de 1994         | Cidade do México | México           | Auditorio Nacional             |
| 3                | 6 de Agosto de 1994         | Cidade do México | México           | Auditorio Nacional             |
| 4                | 7 de Agosto de 1994         | Cidade do México | México           | Auditorio Nacional             |
| 5                | 11 de Agosto de 1994        | Cidade do México | México           | Auditorio Nacional             |
| 6                | 12 de Agosto de 1994        | Cidade do México | México           | Auditorio Nacional             |
| 7                | 13 de Agosto de 1994        | Cidade do México | México           | Auditorio Nacional             |
| 8                | 14 de Agosto de 1994        | Cidade do México | México           | Auditorio Nacional             |
| 9                | 18 de Agosto de 1994        | Cidade do México | México           | Auditorio Nacional             |
| 10               | 19 de Agosto de 1994        | Cidade do México | México           | Auditorio Nacional             |
| 11               | 20 de Agosto de 1994        | Cidade do México | México           | Auditorio Nacional             |
| 12               | 21 de Agosto de 1994        | Cidade do México | México           | Auditorio Nacional             |
| 13               | 25 de Agosto de 1994        | Cidade do México | México           | Auditorio Nacional             |
| 14               | 26 de Agosto de 1994        | Cidade do México | México           | Auditorio Nacional             |
| 15               | 27 de Agosto de 1994        | Cidade do México | México           | Auditorio Nacional             |
| 16               | 28 de Agosto de 1994        | Cidade do México | México           | Auditorio Nacional             |
| 17               | 31 de Agosto de 1994        | Dallas           | Estados Unidos   | Fort Worth Convention Center   |
| 18               | 2 de Setembro de 1994       | San Antonio      | Estados Unidos   | Alamodome                      |
| 19               | 3 de Setembro de 1994       | Houston          | Estados Unidos   | Lakewood Church Central Campus |
| 20               | 6 de Setembro de 1994       | El Paso          | Estados Unidos   | Don Haskins Center             |
| 21               | 8 de Setembro de 1994       | San Diego        | Estados Unidos   | Civic Center                   |
| 22               | 9 de Setembro de 1994       | San Diego        | Estados Unidos   | Civic Center                   |
| 23               | 10 de Setembro de 1994      | San Diego        | Estados Unidos   | Civic Center                   |
| 24               | 11 de Setembro de 1994      | San Diego        | Estados Unidos   | Civic Center                   |
| 25               | 14 de Setembro de 1994      | Las Vegas        | Estados Unidos   | Circus Maximus Theatre         |
| 26               | 15 de Setembro de 1994      | Las Vegas        | Estados Unidos   | Circus Maximus Theatre         |
| 27               | 16 de Setembro de 1994      | Las Vegas        | Estados Unidos   | Circus Maximus Theatre         |
| 28               | 17 de Setembro de 1994      | Las Vegas        | Estados Unidos   | Circus Maximus Theatre         |
| 29               | 22 de Setembro de 1994      | Los Angeles      | Estados Unidos   | Anfiteatro Gibson              |
| 30               | 23 de Setembro de 1994      | Los Angeles      | Estados Unidos   | Anfiteatro Gibson              |
| 31               | 24 de Setembro de 1994      | Los Angeles      | Estados Unidos   | Anfiteatro Gibson              |
| 32               | 25 de Setembro de 1994      | Los Angeles      | Estados Unidos   | Anfiteatro Gibson              |
| 33               | 1 de Outubro de 1994        | San Juan         | Porto Rico       | Coliseu Roberto Clemente       |
| 34               | 2 de Outubro de 1994        | San Juan         | Porto Rico       | Coliseu Roberto Clemente       |
| 35               | 6 de Outubro de 1994        | Miami            | Estados Unidos   | Knight International Center    |
| 36               | 7 de Outubro de 1994        | Miami            | Estados Unidos   | Knight International Center    |
| 37               | 8 de Outubro de 1994        | Miami            | Estados Unidos   | Knight International Center    |
| 38               | 13 de Outubro de 1994       | Nova York        | Estados Unidos   | Radio City Music Hall          |
| 39               | 14 de Outubro de 1994       | Nova York        | Estados Unidos   | Radio City Music Hall          |
| 40               | 15 de Outubro de 1994       | Nova York        | Estados Unidos   | Radio City Music Hall          |
| 41               | 16 de Outubro de 1994       | Nova York        | Estados Unidos   | Radio City Music Hall          |
| 42               | 28 de Outubro de 1994       | Monterrei        | México           | Auditorio Coca-Cola            |
| 43               | 29 de Outubro de 1994       | Monterrei        | México           | Auditorio Coca-Cola            |
| 44               | 20 de Outubro de 1994       | Monterrei        | México           | Auditorio Coca-Cola            |
| ??               | 3 – 7 de Novembro de 1994   | Lima             | Peru             |                                |
| ??               | 11 de Novembro de 1994      | Buenos Aires     | Argentina        | Estádio José Amalfitani        |
| ??               | 12 de Novembro de 1994      | Buenos Aires     | Argentina        | Estádio José Amalfitani        |
| ??               | 14 – 26 de Novembro de 1994 | Argentina        | Argentina        | -                              |
| ??               | 27 de Novembro de 1994      | Paraguai         | -                | -                              |
| ??               | 28 – 30 de Novembro de 1994 | Santiago         | -                | -                              |
| ??               | 7 – 11 de Novembro de 1994  | Brasil           | -                | -                              |
| ??               | 14 – 23 de Novembro de 1994 | México           | México           | -                              |
| ??               | 30 de Dezembro de 1994      | Acapulco         | México           | Acapulco Plaza                 |

### Formação
- Vocal: Luis Miguel
- Acústico e guitarra: Kiko Cibrian
- Baixo elétrico: Lalo Carrillo
- Piano: Francisco Loyo
- Teclado: Arturo Pérez
- Bateria: Victor Loyo
- Percussão: Leonardo López
- Saxofone: Jeff Nathanson
- Trompete: Armando Cedillo e Juan Arpero
- Trombone: Alejandro Carballo
- Bandoneón: Walter Ríos

## El Concierto Tour
A El Concierto Tour foi uma turnê promovida pelo cantor mexicano Luis Miguel durante o ano de 1995, para divulgar o álbum El Concierto.

### Set list
| N.º | Título | Álbum original                              | Duração |  |
| 1.  | "Intro" |                                             |         |  |
| 2.  | "Dame Tú Amor" | Aries                                       |         |  |
| 3.  | "Me Niego a Estar Sólo" | Aries                                       |         |  |
| 4.  | "Up Tiempo Medley ("Un Hombre Busca Una Mujer"/"Cuestión de Piel"/"Oro de Ley")"                                                                     | Busca Una Mujer/20 Años                     |         |  |
| 5.  | "Medley ("Yo Qué No Vivo Sin Tí"/"Culpable o No"/"Más Allá de Todo"/"Fría Como el Viento"/"Entrégate"/"Tengo Todo Excepto a Tí"/"La Incondicional")" | Soy Como Quiero Ser/Busca Una Mujer/20 Años |         |  |
| 6.  | "Amante del Amor" | 20 Años                                     |         |  |
| 7.  | "Alguién Como Tú" | 20 Años                                     |         |  |
| 8.  | "Piensar en Tí" | Aries                                       |         |  |
| 9.  | "Hasta Qué Me Olvides" | Aries                                       |         |  |
| 10. | "Ayer" | Aries                                       |         |  |
| 11. | "Hasta el Fín" | Aries                                       |         |  |
| 12. | "Intro (Violão)" |                                             |         |  |
| 13. | "Todo y Nada" | Segundo Romance                             |         |  |
| 14. | "No Me Platiques Más" | Romance                                     |         |  |
| 15. | "La Barca" | Romance                                     |         |  |
| 16. | "El Día Qué Me Quieras" | Segundo Romance                             |         |  |
| 17. | "Intro (Saxofone)" |                                             |         |  |
| 18. | "Qué Nivel de Mujer" | Aries                                       |         |  |
| 19. | "Come Fly with Me" | Duets II                                    |         |  |
| 20. | "La Media Vuelta" | Segundo Romance                             |         |  |
| 21. | "Amanecí en Tus Brazos" | El Concierto                                |         |  |
| 22. | "El Rey" | El Concierto                                |         |  |
| 23. | "Si Nos Dejan" | El Concierto                                |         |  |
| 24. | "Medley ("Separados"/"Pupilas de Gato")" | Busca Una Mujer                             |         |  |
| 25. | "América, América" | América & En Vivo                           |         |  |
| 26. | "Suave" | Aries                                       |         |  |
| 27. | "Será Qué No Me Amas" | 20 Años                                     |         |  |
| 28. | "Cuándo Calienta el Sol" | Soy Como Quiero Ser                         |         |  |

### Datas
| #                   | Data                   | Cidade           | País             | Local                         |
| América do Norte    | América do Norte       | América do Norte | América do Norte | América do Norte              |
| ------------------- | ---------------------- | ---------------- | ---------------- | ----------------------------- |
| 1                   | 15 de Setembro de 1995 | Las Vegas        | Estados Unidos   | Circus Maximus Theatre        |
| 2                   | 16 de Setembro de 1995 | Las Vegas        | Estados Unidos   | Circus Maximus Theatre        |
| 3                   | 17 de Setembro de 1995 | Las Vegas        | Estados Unidos   | Circus Maximus Theatre        |
| 4                   | 18 de Setembro de 1995 | Las Vegas        | Estados Unidos   | Circus Maximus Theatre        |
| 5                   | 21 de Setembro de 1995 | Los Angeles      | Estados Unidos   | Anfiteatro Gibson             |
| 6                   | 22 de Setembro de 1995 | Los Angeles      | Estados Unidos   | Anfiteatro Gibson             |
| 7                   | 23 de Setembro de 1995 | Los Angeles      | Estados Unidos   | Anfiteatro Gibson             |
| 8                   | 24 de Setembro de 1995 | Los Angeles      | Estados Unidos   | Anfiteatro Gibson             |
| 9                   | 28 de Setembro de 1995 | Nova York        | Estados Unidos   | Radio City Music Hall         |
| 10                  | 29 de Setembro de 1995 | Nova York        | Estados Unidos   | Radio City Music Hall         |
| 11                  | 30 de Setembro de 1995 | Nova York        | Estados Unidos   | Radio City Music Hall         |
| 12                  | 1 de Outubro de 1995   | Nova York        | Estados Unidos   | Radio City Music Hall         |
| 13                  | 3 de Outubro de 1995   | Filadélfia       | Estados Unidos   | First Union Spectrum          |
| 14                  | 7 de Outubro de 1995   | Fairfax          | Estados Unidos   | Patriot Center                |
| 15                  | 9 de Outubro de 1995   | San Juan         | Porto Rico       | Coliseu Roberto Clemente      |
| 16                  | 10 de Outubro de 1995  | San Juan         | Porto Rico       | Coliseu Roberto Clemente      |
| 17                  | 12 de Outubro de 1995  | Miami            | Estados Unidos   | James L. Knight Center        |
| 18                  | 13 de Outubro de 1995  | Miami            | Estados Unidos   | James L. Knight Center        |
| 19                  | 15 de Outubro de 1995  | Orlando          | Estados Unidos   | TD Waterhouse Centre          |
| 20                  | 18 de Outubro de 1995  | Dallas           | Estados Unidos   | Starplex Amphitheatre         |
| 21                  | 20 de Outubro de 1995  | Houston          | Estados Unidos   | Compaq Center                 |
| 22                  | 22 de Outubro de 1995  | San Antonio      | Estados Unidos   | Alamodome                     |
| 23                  | 25 de Outubro de 1995  | El Paso          | Estados Unidos   | Don Haskins Center            |
| 24                  | 26 de Outubro de 1995  | El Paso          | Estados Unidos   | Don Haskins Center            |
| 25                  | 28 de Outubro de 1995  | San Diego        | Estados Unidos   | San Diego Sports Arena        |
| 26                  | 29 de Outubro de 1995  | San Diego        | Estados Unidos   | San Diego Sports Arena        |
| 27                  | 31 de Outubro de 1995  | Phoenix          | Estados Unidos   | America West Arena            |
| 28                  | 2 de Novembro de 1995  | Los Angeles      | Estados Unidos   | Anfiteatro Gibson             |
| 29                  | 7 de Novembro de 1995  | San Jose         | Estados Unidos   | San Jose Arena                |
| 30                  | 10 de Novembro de 1995 | Anaheim          | Estados Unidos   | Arrowhead Pond                |
| 31                  | 12 de Novembro de 1995 | Denver           | Estados Unidos   | Magness Arena                 |
| 32                  | 13 de Novembro de 1995 | Denver           | Estados Unidos   | Magness Arena                 |
| 33                  | 18 de Novembro de 1995 | Guadalajara      | México           | Estádio Tres de Marzo         |
| América do Sul      |                        |                  |                  |                               |
| 34                  | 23 de Novembro de 1995 | Caracas          | Venezuela        | Estadio La Rinconada          |
| 35                  | 24 de Novembro de 1995 | Maracay          | Venezuela        | Estadio José Pérez Colmenares |
| América do Norte II |                        |                  |                  |                               |
| 36                  | 29 de Novembro de 1995 | Monterrei        | México           | Auditorio Coca-Cola           |
| 37                  | 30 de Novembro de 1995 | Monterrei        | México           | Auditorio Coca-Cola           |
| 38                  | 1 de Dezembro de 1995  | Monterrei        | México           | Auditorio Coca-Cola           |
| 39                  | 2 de Dezembro de 1995  | Monterrei        | México           | Auditorio Coca-Cola           |
| 40                  | 6 de Dezembro de 1995  | Cidade do México | México           | Auditorio Nacional            |
| 41                  | 7 de Dezembro de 1995  | Cidade do México | México           | Auditorio Nacional            |
| 42                  | 8 de Dezembro de 1995  | Cidade do México | México           | Auditorio Nacional            |
| 43                  | 9 de Dezembro de 1995  | Cidade do México | México           | Auditorio Nacional            |
| 44                  | 10 de Dezembro de 1995 | Cidade do México | México           | Auditorio Nacional            |
| 45                  | 13 de Dezembro de 1995 | Cidade do México | México           | Auditorio Nacional            |
| 46                  | 14 de Dezembro de 1955 | Cidade do México | México           | Auditorio Nacional            |
| 47                  | 15 de Dezembro de 1995 | Cidade do México | México           | Auditorio Nacional            |
| 48                  | 16 de Dezembro de 1995 | Cidade do México | México           | Auditorio Nacional            |
| 49                  | 17 de Dezembro de 1995 | Cidade do México | México           | Auditorio Nacional            |
| 50                  | 19 de Dezembro de 1995 | Cidade do México | México           | Auditorio Nacional            |
| 51                  | 20 de Dezembro de 1995 | Cidade do México | México           | Auditorio Nacional            |
| 52                  | 22 de Dezembro de 1995 | Cidade do México | México           | Auditorio Nacional            |
| 53                  | 23 de Dezembro de 1995 | Cidade do México | México           | Auditorio Nacional            |
| Total               | 98 dias                | 22 cidades       | 4 países         | 22 locais                     |

### Formação
- Vocal: Luis Miguel
- Acústico e guitarra: Kiko Cibrian
- Baixo elétrico: Lalo Carrillo
- Piano: Francisco Loyo
- Teclado: Arturo Pérez
- Bateria: Victor Loyo
- Percussão: Leonardo López
- Saxofone: Jeff Nathanson
- Trompete: Armando Cedillo e Juan Arpero
- Trombone: Alejandro Carballo
- Bandoneón: Walter Ríos
- Vocais de apoio: Sandra Allen e Hannah Mancini
- Mariachi 2000

## América Tour 1996
A América Tour 1996 (ou Nada es Igual Tour) foi uma turnê promovida pelo cantor mexicano Luis Miguel durante o ano de 1996, para divulgar o álbum Nada es Igual. É considerada a turnê mais curta feita por um artista, passando por Argentina (em que fez seu terceiro maior show de sua carreira, com 60.000 pessoas), Chile, Uruguai, Peru, Paraguai e Brasil.

### Set list
| N.º | Título | Álbum original                              | Duração |  |
| 1.  | "Intro" |                                             |         |  |
| 2.  | "Dame Tú Amor" | Aries                                       |         |  |
| 3.  | "Me Niego a Estar Sólo" | Aries                                       |         |  |
| 4.  | "Up Tiempo Medley ("Un Hombre Busca Una Mujer"/"Cuestión de Piel"/"Oro de Ley")"                                                                     | Busca Una Mujer/20 Años                     |         |  |
| 5.  | "Medley ("Yo Qué No Vivo Sin Tí"/"Culpable o No"/"Más Allá de Todo"/"Fría Como el Viento"/"Entrégate"/"Tengo Todo Excepto a Tí"/"La Incondicional")" | Soy Como Quiero Ser/Busca Una Mujer/20 Años |         |  |
| 6.  | "Si Te Vás" | Nada es Igual                               |         |  |
| 7.  | "Hasta el Fín" | Aries                                       |         |  |
| 8.  | "Intro (Violão)" |                                             |         |  |
| 9.  | "Todo y Nada" | Segundo Romance                             |         |  |
| 10. | "No Sé Tú" | Romance                                     |         |  |
| 11. | "No Me Platiques Más" | Romance                                     |         |  |
| 12. | "La Barca" | Romance                                     |         |  |
| 13. | "Nosotros" | Segundo Romance                             |         |  |
| 14. | "El Día Qué Me Quieras" | Segundo Romance                             |         |  |
| 15. | "Intro (Saxofone)" |                                             |         |  |
| 16. | "Qué Nivel de Mujer" | Aries                                       |         |  |
| 17. | "Sueña" | Nada es Igual                               |         |  |
| 18. | "Como Fly with Me" | Duets II                                    |         |  |
| 19. | "Dame" | Nada es Igual                               |         |  |
| 20. | "La Media Vuelta" | Segundo Romance                             |         |  |
| 21. | "Amanecí en Tus Brazos" | El Concierto                                |         |  |
| 22. | "Si Nos Dejan" | El Concierto                                |         |  |
| 23. | "Suave" | Aries                                       |         |  |
| 24. | "Como es Possible Qué a Mí Lado" | Nada es Igual                               |         |  |
| 25. | "Será Qué No Me Amas" | 20 Años                                     |         |  |

### Datas
| #              | Data                   | Cidade         | País           | Local                             |
| América do Sul | América do Sul         | América do Sul | América do Sul | América do Sul                    |
| -------------- | ---------------------- | -------------- | -------------- | --------------------------------- |
| 1              | 15 de Novembro de 1996 | Rio de Janeiro | Brasil         | Metropolitan                      |
| 2              | 16 de Novembro de 1996 | São Paulo      | Brasil         | Teatro Olympia                    |
| 3              | 17 de Novembro de 1996 | São Paulo      | Brasil         | Teatro Olympia                    |
| 4              | 19 de Novembro de 1996 | Lima           | Peru           | Estádio Niño Héroe Manuel Bonilla |
| 5              | 22 de Novembro de 1996 | Quito          | Equador        | Estádio Olímpico Atahualpa        |
| 6              | 30 de Novembro de 1996 | Santiago¹      | Chile          | Estádio Nacional de Chile         |
| 7              | 3 de Dezembro de 1996  | Assunção       | Paraguai       | Estádio Defensores del Chaco      |
| 8              | 7 de Dezembro de 1996  | Buenos Aires²  | Argentina      | Estádio Monumental de Núñez       |
| 9              | 8 de Dezembro de 1996  | Buenos Aires²  | Argentina      | Estádio Monumental de Núñez       |
| 10             | 10 de Dezembro de 1996 | Montevidéu     | Uruguai        | Estádio Centenário                |
| 11             | 12 de Dezembro de 1996 | Córdova        | Argentina      | Estádio Olímpico Chateau Carreras |
| 12             | 14 de Dezembro de 1996 | Rosário        | Argentina      | Estádio Gigante de Arroyito       |
| Total          | 29 dias                | 10 cidades     | 7 países       | 10 locais                         |

Notas:
- ¹ O show em Santiago foi gravado pelo canal chileno Megavisión.
- ² O segundo show em Buenos Aires foi gravado pelo canal argentino Telefe.

### Formação
- Vocal: Luis Miguel
- Acústico e guitarra: Kiko Cibrian
- Baixo elétrico: Lalo Carrillo
- Piano: Francisco Loyo
- Teclado: Arturo Pérez
- Bateria: Victor Loyo
- Percussão: Tommy Aros
- Saxofone: Jeff Nathanson
- Trompete: Francisco Abonce e Cleto Escobedo
- Trombone: Victor Potenza e Alejandro Carballo
- Vocais de apoio: Sandra Alle e Hannah Mancini

## Romances Tour
A Romances Tour foi uma turnê promovida pelo cantor mexicano Luis Miguel, para divulgar o álbum Romances. Foi uma das mais longas turnês feita pelo cantor (as outras foram a de México en la Piel de 2005 a 2007 e de Luis Miguel de 2010 a 2013), esgotando todos os ingressos dos dezessete shows do México no Auditorio Nacional, e também os cinco de Nova York na Radio City Music Hall. Nessa turnê, o cantor se apresenta pela primeira vez na Espanha. Pollstar considerou essa uma das vinte maiores turnês, e Luis Miguel um dos vinte artistas que mais faturou na história da música. Essa turnê consistiu em 84 shows no total e contaram com a presença de 1 milhão de pessoas no geral.

### Set list
12 de setembro de 1997-12 de maio de 1998
| N.º | Título | Álbum original                              | Duração |  |
| 1.  | "Intro" |                                             |         |  |
| 2.  | "Si Te Vás" | Nada es Igual                               |         |  |
| 3.  | "Qué Tú Te Vás" | Nada es Igual                               |         |  |
| 4.  | "Medley ("Un Hombre Busca Una Mujer"/"Cuestión de Piel"/"Oro de Ley")" | Busca Una Mujer/20 Años                     |         |  |
| 5.  | "Medley ("Yo Qué No Vivo Sin Tí"/"Culpable o No"/"Más Allá de Todo"/"Fría Como el Viento"/"Entrégate"/"Tengo Todo Excepto a Tí"/"Hoy el Aire Huele a Tí"/"La Incondicional")" | Soy Como Quiero Ser/Busca Una Mujer/20 Años |         |  |
| 6.  | "Todo Por Su Amor" | Nada es Igual                               |         |  |
| 7.  | "Tú y Yo" | Aries                                       |         |  |
| 8.  | "Voy a Apagar la Luz/Contigo Aprendi" | Romances                                    |         |  |
| 9.  | "La Gloria eres Tú" | Romances                                    |         |  |
| 10. | "Encadenados" | Romances                                    |         |  |
| 11. | "Inovidable" | Romance                                     |         |  |
| 12. | "Contigo (Estar Contigo)" | Romances                                    |         |  |
| 13. | "El Reloj" | Romances                                    |         |  |
| 14. | "De Quererte Así" | Romances                                    |         |  |
| 15. | "Somos Novios" | Segundo Romance                             |         |  |
| 16. | "Sabor a Mí" | Romances                                    |         |  |
| 17. | "El Día Qué Me Quieras" | Segundo Romance                             |         |  |
| 18. | "Uno" | Romances                                    |         |  |
| 19. | "No Sé Tú" | Romance                                     |         |  |
| 20. | "Por Debajo de la Mesa" | Romances                                    |         |  |
| 21. | "Nosotros" | Segundo Romance                             |         |  |
| 22. | "Bésame Mucho" | Romances                                    |         |  |
| 23. | "La Media Vuelta" | Segundo Romance                             |         |  |
| 24. | "Y" | Música inédita                              |         |  |
| 25. | "Qué Seas Feliz" | Música inédita                              |         |  |
| 26. | "Échame a Mí la Culpa" | Música inédita                              |         |  |
| 27. | "Mi Ciudad" | Música inédita                              |         |  |
| 28. | "La Bikina" | Música inédita                              |         |  |
| 29. | "Sueña" | Nada es Igual                               |         |  |
| 30. | "Como es Possíble Qué a Mí Lado" | Nada es Igual                               |         |  |
| 31. | "Será Qué No Me Amas" | 20 Años                                     |         |  |
| 32. | "Cuándo Calienta el Sol" | Soy Como Quiero Ser                         |         |  |

1 de abril de 1998-13 de abril de 1998
| N.º | Título | Álbum original                              | Duração |  |
| 1.  | "Intro" |                                             |         |  |
| 2.  | "Si Te Vás" | Nada es Igual                               |         |  |
| 3.  | "Qué Tú Te Vás" | Nada es Igual                               |         |  |
| 4.  | "Medley ("Un Hombre Busca Una Mujer"/"Cuestión de Piel"/"Oro de Ley")" | Busca Una Mujer/20 Años                     |         |  |
| 5.  | "Medley ("Yo Qué No Vivo Sin Tí"/"Culpable o No"/"Más Allá de Todo"/"Fría Como el Viento"/"Entrégate"/"Tengo Todo Excepto a Tí"/"Hoy el Aire Huele a Tí"/"La Incondicional")" | Soy Como Quiero Ser/Busca Una Mujer/20 Años |         |  |
| 6.  | "Todo Por Su Amor" | Nada es Igual                               |         |  |
| 7.  | "Tú y Yo" | Aries                                       |         |  |
| 8.  | "Voy a Apagar la Luz/Contigo Aprendi" | Romances                                    |         |  |
| 9.  | "La Gloria eres Tú" | Romances                                    |         |  |
| 10. | "Encadenados" | Romances                                    |         |  |
| 11. | "Inovidable" | Romance                                     |         |  |
| 12. | "El Reloj" | Romances                                    |         |  |
| 13. | "De Quererte Así" | Romances                                    |         |  |
| 14. | "Somos Novios" | Segundo Romance                             |         |  |
| 15. | "Sabor a Mí" | Romances                                    |         |  |
| 16. | "El Día Qué Me Quieras" | Segundo Romance                             |         |  |
| 17. | "Uno" | Romances                                    |         |  |
| 18. | "No Sé Tú" | Romance                                     |         |  |
| 19. | "Por Debajo de la Mesa" | Romances                                    |         |  |
| 20. | "Nosotros" | Segundo Romance                             |         |  |
| 21. | "Bésame Mucho" | Romances                                    |         |  |
| 22. | "Sueña" | Nada es Igual                               |         |  |
| 23. | "Dame" | Nada es Igual                               |         |  |
| 24. | "Suave" | Aries                                       |         |  |
| 25. | "Como es Possíble Qué a Mí Lado" | Nada es Igual                               |         |  |
| 26. | "Será Qué No Me Amas" | 20 Años                                     |         |  |
| 27. | "Cuándo Calienta el Sol" | Soy Como Quiero Ser                         |         |  |

### Datas
| # | Data                    | Cidade             | País             | Local                                |
| América do Norte | América do Norte        | América do Norte   | América do Norte | América do Norte                     |
| --- | ----------------------- | ------------------ | ---------------- | ------------------------------------ |
| 1 | 12 de Setembro de 1997  | Las Vegas          | Estados Unidos   | Circus Maximus Theatre               |
| 2 | 13 de Setembro de 1997  | Las Vegas          | Estados Unidos   | Circus Maximus Theatre               |
| 3 | 14 de Setembro de 1997  | Las Vegas          | Estados Unidos   | Circus Maximus Theatre               |
| 4 | 15 de Setembro de 1997  | Las Vegas          | Estados Unidos   | Circus Maximus Theatre               |
| 5 | 18 de Setembro de 1997  | Los Angeles        | Estados Unidos   | Anfiteatro Gibson                    |
| 6 | 19 de Setembro de 1997  | Los Angeles        | Estados Unidos   | Anfiteatro Gibson                    |
| 7 | 20 de Setembro de 1997  | Los Angeles        | Estados Unidos   | Anfiteatro Gibson                    |
| 8 | 21 de Setembro de 1997  | Los Angeles        | Estados Unidos   | Anfiteatro Gibson                    |
| 9 | 22 de Setembro de 1997  | Los Angeles        | Estados Unidos   | Anfiteatro Gibson                    |
| 10 | 25 de Setembro de 1997  | Santa Bárbara      | Estados Unidos   | Santa Barbara Bowl                   |
| 11 | 26 de Setembro de 1997  | San Diego          | Estados Unidos   | San Diego Sports Arena               |
| 12 | 27 de Setembro de 1997  | San Diego          | Estados Unidos   | San Diego Sports Arena               |
| O show marcado para 30 de Setembro no Starplex Amphitheatre em Dallas foi cancelado, sendo remarcado para 4 de Abril de 1998. |                         |                    |                  |                                      |
| 13 | 2 de Outubro de 1997    | Monterrei          | México           | Auditorio Coca-Cola                  |
| 14 | 3 de Outubro de 1997    | Monterrei          | México           | Auditorio Coca-Cola                  |
| 15 | 4 de Outubro de 1997    | Monterrei          | México           | Auditorio Coca-Cola                  |
| 16 | 5 de Outubro de 1997    | Monterrei          | México           | Auditorio Coca-Cola                  |
| 17 | 9 de Outubro de 1997    | Cidade do México   | México           | Auditorio Nacional                   |
| 18 | 10 de Outubro de 1997   | Cidade do México   | México           | Auditorio Nacional                   |
| 19 | 11 de Outubro de 1997   | Cidade do México   | México           | Auditorio Nacional                   |
| 20 | 12 de Outubro de 1997   | Cidade do México   | México           | Auditorio Nacional                   |
| 21 | 16 de Outubro de 1997   | Cidade do México   | México           | Auditorio Nacional                   |
| 22 | 17 de Outubro de 1997   | Cidade do México   | México           | Auditorio Nacional                   |
| 23 | 18 de Outubro de 1997   | Cidade do México   | México           | Auditorio Nacional                   |
| 24 | 19 de Outubro de 1997   | Cidade do México   | México           | Auditorio Nacional                   |
| 25 | 23 de Outubro de 1997   | Cidade do México   | México           | Auditorio Nacional                   |
| 26 | 24 de Outubro de 1997   | Cidade do México   | México           | Auditorio Nacional                   |
| 27 | 25 de Outubro de 1997   | Cidade do México   | México           | Auditorio Nacional                   |
| 28 | 26 de Outubro de 1997   | Cidade do México   | México           | Auditorio Nacional                   |
| 29 | 30 de Outubro de 1997   | Cidade do México   | México           | Auditorio Nacional                   |
| 30 | 31 de Outubro de 1997   | Cidade do México   | México           | Auditorio Nacional                   |
| 31 | 1 de Novembro de 1997   | Cidade do México   | México           | Auditorio Nacional                   |
| 32 | 2 de Novembro de 1997   | Cidade do México   | México           | Auditorio Nacional                   |
| 33 | 3 de Novembro de 1997   | Cidade do México   | México           | Auditorio Nacional                   |
| América do Sul |                         |                    |                  |                                      |
| 34 | 7 de Novembro de 1997   | Santiago¹          | Chile            | Estádio San Carlos de Apoquindo      |
| 35 | 8 de Novembro de 1997   | Santiago¹          | Chile            | Estádio San Carlos de Apoquindo      |
| 36 | 9 de Novembro de 1997   | Viña del Mar       | Chile            | Anfiteatro de la Quinta Vergara      |
| 37 | 14 de Novembro de 1997  | Buenos Aires²      | Argentina        | Estádio José Amalfitani              |
| 38 | 15 de Novembro de 1997  | Buenos Aires²      | Argentina        | Estádio José Amalfitani              |
| 39 | 16 de Novembro de 1997  | Buenos Aires²      | Argentina        | Estádio José Amalfitani              |
| 40 | 18 de Novembro de 1997  | Rosario            | Argentina        | Estádio Gigante de Arroyito          |
| 41 | 20 de Novembro de 1997  | Córdoba            | Argentina        | Estádio Olímpico Chateau Carreras    |
| O show marcado para 23 de Novembro em Caracas na Venezuela foi cancelado e não remarcado depois.                              |                         |                    |                  |                                      |
| América do Norte II |                         |                    |                  |                                      |
| 42 | 26 de Novembro de 2997  | San Juan           | Porto Rico       | Hiram Bithorn                        |
| 43 | 29 de Novembro de 1997  | Orlando            | Estados Unidos   | TD Waterhouse Centre                 |
| 44 | 30 de Novembro de 1997  | Miami              | Estados Unidos   | Miami Arena                          |
| 45 | 3 de Dezembro de 1997   | San Antonio        | Estados Unidos   | Alamodome                            |
| 46 | 5 de Dezembro de 1997   | Texas              | Estados Unidos   | Don Haskins Center                   |
| 47 | 6 de Dezembro de 1997   | Texas              | Estados Unidos   | Don Haskins Center                   |
| 48 | 10 de Dezembro de 1997  | San Diego          | Estados Unidos   | San Diego Sports Arena               |
| 49 | 30 de Janeiro de 1997   | Tucson             | Estados Unidos   | TCC Arena                            |
| 50 | 31 de Janeiro de 1998   | Albuquerque        | Estados Unidos   | Tingley Coliseum                     |
| 51 | 2 de Fevereiro de 1998  | Houston            | Estados Unidos   | Lakewood Church Central Campus       |
| 52 | 4 de Fevereiro de 1998  | South Padre Island | Estados Unidos   | South Padre Island Convention Centre |
| 53 | 7 de Fevereiro de 1998  | Miami              | Estados Unidos   | Miami Arena                          |
| 54 | 8 de Fevereiro de 1998  | Miami              | Estados Unidos   | Miami Arena                          |
| 55 | 11 de Fevereiro de 1998 | Nova York          | Estados Unidos   | Radio City Music Hall                |
| 56 | 12 de Fevereiro de 1998 | Nova York          | Estados Unidos   | Radio City Music Hall                |
| 57 | 13 de Fevereiro de 1998 | Nova York          | Estados Unidos   | Radio City Music Hall                |
| 58 | 14 de Fevereiro de 1998 | Nova York          | Estados Unidos   | Radio City Music Hall                |
| 59 | 15 de Fevereiro de 1998 | Nova York          | Estados Unidos   | Radio City Music Hall                |
| 60 | 17 de Fevereiro de 1998 | Rosemont           | Estados Unidos   | Rosemont Horizon                     |
| 61 | 19 de Fevereiro de 1998 | Fairfax            | Estados Unidos   | Patriot Center                       |
| 62 | 21 de Fevereiro de 1998 | Atlantic City      | Estados Unidos   | Trump Taj Mahal                      |
| 63 | 22 de Fevereiro de 1998 | Atlantic City      | Estados Unidos   | Trump Taj Mahal                      |
| 64 | 26 de Fevereiro de 1998 | Anaheim            | Estados Unidos   | Arrowhead Pond                       |
| 65 | 28 de Fevereiro de 1998 | Los Angeles        | Estados Unidos   | Anfiteatro Gibson                    |
| 66 | 1 de Março de 1998      | Phoenix            | Estados Unidos   | America West Arena                   |
| 67 | 6 de Março de 1998      | Fresno             | Estados Unidos   | Selland Arena                        |
| 68 | 7 de Março 1998         | San José           | Estados Unidos   | San Jose Arena                       |
| 69 | 8 de Março de 1998      | Sacramento         | Estados Unidos   | Memorial Auditorium                  |
| 70 | 9 de Março de 1998      | Sacramento         | Estados Unidos   | Memorial Auditorium                  |
| 71 | 4 de Abril de 1998      | Dallas             | Estados Unidos   | Starplex Amphitheatre                |
| 72 | 9 de Abril de 1998      | Las Vegas          | Estados Unidos   | Circus Maximus Theatre               |
| 73 | 10 de Abril de 1998     | Las Vegas          | Estados Unidos   | Circus Maximus Theatre               |
| 74 | 11 de Abril de 1998     | Las Vegas          | Estados Unidos   | Circus Maximus Theatre               |
| 75 | 12 de Abril de 1998     | Las Vegas          | Estados Unidos   | Circus Maximus Theatre               |
| Europa |                         |                    |                  |                                      |
| 76 | 1 de Maio 1998          | Madrid             | Espanha          | Palacio de Congresos                 |
| 77 | 2 de Maio de 1998       | Madrid             | Espanha          | Palacio de Congresos                 |
| 78 | 3 de Maio de 1998       | Madrid             | Espanha          | Palacio de Congresos                 |
| 79 | 4 de Maio de 1998       | Madrid             | Espanha          | Palacio de Congresos                 |
| 80 | 8 de Maio de 1998       | Málaga             | Espanha          | Plaza de Toros "La Malagueta"        |
| 81 | 9 de Maio de 1998       | Múrcia             | Espanha          | Plaza de Toros de Murcia             |
| 82 | 10 de Maio de 1998      | Valência           | Espanha          | Palacio-Velódromo Luis Puig          |
| 83 | 12 de Maio de 1998      | Barcelona          | Espanha          | Palau Sant Jordi                     |
| 84 | 13 de Maio de 1998      | Madrid             | Espanha          | Palacio de Congresos                 |
| Total | 241 dias                | 35 cidades         | 6 países         | 36 locais                            |

Notas:
- ¹ O segundo show em Santiago foi gravado pelo canal chileno UC13.
- ² O segundo show em Buenos Aires foi gravado pelo canal argentino Canal 13.

### Vendas
| Local                  | Cidade           | Ingressos vendidos / A venda | Lucro          |
| ---------------------- | ---------------- | ---------------------------- | -------------- |
| Universal Amphitheatre | Los Angeles      | 30,263 / 30,263 (100%)       | US$ 1,598,530  |
| Auditorio Nacional     | Cidade do México | 159,878 / 160,701 (99%)      | US$ 6,766,366  |
| America West Arena     | Phoenix          | 6,122 / 12,447 (49%)         | US$ 330,031    |
| Selland Arena          | Fresno           | 5,626 / 7,073 (80%)          | US$ 246,945    |
| San Jose Arena         | São José         | 11,301 / 11,301 (100%)       | US$ 557,545    |
| Rosemont Horizon       | Chicago          | 10,852 / 10,852 (100%)       | US$ 624,103    |
| Total                  | Total            | 224,042 / 232,637 (96%)      | US$ 10,123,052 |

### Formação
- Vocal: Luis Miguel
- Acústico e guitarra: Kiko Cibrian
- Baixo elétrico: Lalo Carrillo
- Piano: Francisco Loyo
- Teclado: Arturo Pérez
- Bateria: Victor Loyo
- Percussão: Tommy Aros
- Saxofone: Jeff Nathanson
- Trompete: Francisco Abonce e Cleto Escobedo
- Trombone: Alejandro Carballo
- Bandoneón: Walter Ríos

## Amarte es Un Placer Tour
A Amarte es Un Placer Tour foi uma turnê promovida pelo cantor mexicano Luis Miguel, para divulgar o álbum Amarte es Un Placer. Durou oito meses e passou por países como México, Estados Unidos, Argentina, Chile, Uruguai, Venezuela, Brasil e Espanha, entre 1999 e 2000. O show feito em Monterrei foi gravado em CD, VHS e DVD e lançado em 2000 com o nome Vivo. A tour consistiu em 105 shows no total e contou com a presença de aproximadamente 1.5 milhões de pessoas no geral.

### Set list
9 de setembro de 1999-11 de dezembro de 1999
| N.º | Título | Álbum original          | Duração |  |
| 1.  | "Intro" |                         |         |  |
| 2.  | "Quiero" | Amarte es Un Placer     |         |  |
| 3.  | "Tú, Sólo Tú" | Amarte es Un Placer     |         |  |
| 4.  | "Medley ("Entrégate"/"Tengo Todo Excepto a Tí"/"La Incondicional")"                                                                   | 20 Años/Busca Una Mujer |         |  |
| 5.  | "Medley ("Un Hombre Busca Una Mujer"/"Cuestión de Piel"/Oro de Ley")"                                                                 | Busca Una Mujer/20 Años |         |  |
| 6.  | "Medley ("No Me Platiques Más"/"No Sé Tú"/"La Puerta"/"La Barca"/"Inovidable")"                                                       | Romance                 |         |  |
| 7.  | "Suave" | Aries                   |         |  |
| 8.  | "Dame" | Nada es Igual           |         |  |
| 9.  | "Intro (Armonica)" |                         |         |  |
| 10. | "Dormir Contigo" | Amarte es Un Placer     |         |  |
| 11. | "Medley ("El Día Qué Me Quieras"/"Solamente Una Vez"/"Somos Novios"/"Todo y Nada"/"Nosotros")"                                        | Segundo Romance         |         |  |
| 12. | "O Tú o Ninguna" | Amarte es Un Placer     |         |  |
| 13. | "Sol, Arena y Mar" | Amarte es Un Placer     |         |  |
| 14. | "Medley ("Voy a Apagar la Luz"/"Contigo Aprendi"/"Por Debajo de la Mesa"/"El Reloj"/"Sabor a Mí"/"La Gloria eres Tú"/"Bésame Mucho")" | Romances                |         |  |
| 15. | "Como es Possible Qué a Mí Lado" | Nada es Igual           |         |  |
| 16. | "Será Qué No Me Amas" | 20 Años                 |         |  |
| 17. | "Te Propongo Esta Noche" | Amarte es Un Placer     |         |  |

1 de fevereiro de 2000-6 de abril de 2000
| N.º | Título | Álbum original          | Duração |  |
| 1.  | "Intro" |                         |         |  |
| 2.  | "Quiero" | Amarte es Un Placer     |         |  |
| 3.  | "Tú, Sólo Tú" | Amarte es Un Placer     |         |  |
| 4.  | "Medley ("Entrégate"/"Tengo Todo Excepto a Tí"/"La Incondicional")"                                                                   | 20 Años/Busca Una Mujer |         |  |
| 5.  | "Medley ("Un Hombre Busca Una Mujer"/"Cuestión de Piel"/Oro de Ley")"                                                                 | Busca Una Mujer/20 Años |         |  |
| 6.  | "Medley ("No Me Platiques Más"/"No Sé Tú"/"La Puerta"/"La Barca"/"Inovidable")"                                                       | Romance                 |         |  |
| 7.  | "Suave" | Aries                   |         |  |
| 8.  | "Dame" | Nada es Igual           |         |  |
| 9.  | "Medley ("El Día Qué Me Quieras"/"Solamente Una Vez"/"Somos Novios"/"Todo y Nada"/"Nosotros")"                                        | Segundo Romance         |         |  |
| 10. | "O Tú o Ninguna" | Amarte es Un Placer     |         |  |
| 11. | "Sol, Arena y Mar" | Amarte es Un Placer     |         |  |
| 12. | "Medley ("Voy a Apagar la Luz"/"Contigo Aprendi"/"Por Debajo de la Mesa"/"El Reloj"/"Sabor a Mí"/"La Gloria eres Tú"/"Bésame Mucho")" | Romances                |         |  |
| 13. | "Y (somente no México)" |                         |         |  |
| 14. | "La Bikina (somente no México)" |                         |         |  |
| 15. | "Como es Possible Qué a Mí Lado" | Nada es Igual           |         |  |
| 16. | "Será Qué No Me Amas" | 20 Años                 |         |  |
| 17. | "Te Propongo Esta Noche" | Amarte es Un Placer     |         |  |

### Datas
| # | Data                    | Cidade           | País           | Local                                  |
| Europa | Europa                  | Europa           | Europa         | Europa                                 |
| --- | ----------------------- | ---------------- | -------------- | -------------------------------------- |
| 1 | 9 de Setembro de 1999   | Gijón            | Espanha        | Palacio de Deportes                    |
| 2 | 11 de Setembro de 1999  | Pamplona         | Espanha        | Pabellón Universitario de Navarra      |
| 3 | 15 de Setembro de 1999  | Madrid           | Espanha        | Las Ventas                             |
| 4 | 16 de Setembro de 1999  | Madrid           | Espanha        | Las Ventas                             |
| 5 | 17 de Setembro de 1999  | Madrid           | Espanha        | Las Ventas                             |
| 6 | 20 de Setembro de 1999  | Vigo             | Espanha        | Estádio Balaídos                       |
| 7 | 22 de Setembro de 1999  | Valladolid       | Espanha        | Estádio José Zorrilla                  |
| O show marcado para 24 de Setembro no Estádio Olímpico de La Cartuja em Sevilla foi cancelado e remarcado para 9 de Outubro de 1999. |                         |                  |                |                                        |
| 8 | 25 de Setembro de 1999  | Marbella         | Espanha        | Estadio Municipal de Marbella          |
| 9 | 26 de Setembro de 1999  | Cartagena        | Espanha        | Estadio Cartagonova                    |
| 10 | 29 de Setembro de 1999  | Úbeda            | Espanha        | Estádio San Miguel                     |
| 11 | 1 de Outubro de 1999    | Valência         | Espanha        | Plaza de Toros de Valencia             |
| 12 | 2 de Outubro de 1999    | Valência         | Espanha        | Plaza de Toros de Valencia             |
| 13 | 5 de Outubro de 1999    | Barcelona        | Espanha        | Palau Sant Jordi                       |
| 14 | 6 de Outubro de 1999    | Barcelona        | Espanha        | Palau Sant Jordi                       |
| 15 | 7 de Outubro de 1999    | Alicante         | Espanha        | Place de Alicante                      |
| 16 | 9 de Outubro de 1999    | Sevilla          | Espanha        | Estádio Olímpico de La Cartuja         |
| 17 | 11 de Outubro de 1999   | Zaragoza         | Espanha        | Plaza de Toros                         |
| 18 | 12 de Outubro de 1999   | Zaragoza         | Espanha        | Plaza de Toros                         |
| 19 | October 16, 1999        | Tenerife         | Espanha        | Recinto Portuario                      |
| América do Sul |                         |                  |                |                                        |
| 20 | 22 de Outubro de 1999   | Rio de Janeiro   | Brasil         | Citibank Hall                          |
| 21 | 23 de Outubro de 1999   | São Paulo        | Brasil         | Credicard Hall                         |
| 22 | 24 de Outubro de 1999   | São Paulo        | Brasil         | Credicard Hall                         |
| 23 | 25 de Outubro de 1999   | Curitiba         | Brasil         | Vila Olímpico                          |
| 24 | 26 de Outubro de 1999   | Porto Alegre     | Brasil         | Ginásio Gigantinho                     |
| 25 | 2 de Novembro de 1999   | Montevidéu       | Uruguai        | Estádio Centenário                     |
| 26 | 5 de Novembro de 1999   | Buenos Aires     | Argentina      | Estádio José Amalfitani                |
| 27 | 6 de Novembro de 1999   | Buenos Aires     | Argentina      | Estádio José Amalfitani                |
| 28 | 7 de Novembro de 1999   | Buenos Aires     | Argentina      | Estádio José Amalfitani                |
| 29 | November 10, 1999       | Rosário          | Argentina      | Estádio Gigante de Arroyito            |
| 30 | 12 de Novembro de 1999  | Córdoba          | Argentina      | Estádio Olimpico Chateau Carreras      |
| 31 | 14 de Novembro de 1999  | Tucumán          | Argentina      | Estádio La Ciudadela                   |
| 32 | 16 de Novembro de 1999  | San Juan         | Argentina      | Estadio 27 de Septiembre               |
| 33 | 18 de Novembro de 1999  | Mendoza          | Argentina      | Estádio Malvinas Argentinas            |
| 34 | 20 de Novembro de 1999  | Santiago         | Chile          | Estádio Nacional de Chile              |
| 35 | 21 de Novembro de 1999  | Viña del Mar     | Chile          | Anfiteatro de la Quinta Vergara        |
| 36 | 22 de Novembro de 1999  | Santiago         | Chile          | Estádio San Carlos de Apoquindo        |
| 37 | 24 de Novembro de 1999  | Antofagasta      | Chile          | Estadio Regional de Antofagasta        |
| 38 | 27 de Novembro de 1999  | Temuco           | Chile          | Estádio Municipal Germán Becker        |
| 39 | 30 de Novembro 1999     | Bahía Blanca     | Argentina      | Estadio Roberto Natalio Carminatti     |
| 40 | 2 de Dezembro de 1999   | Buenos Aires     | Argentina      | Estádio José Luis Meiszner             |
| 41 | 3 de Dezembro de 1999   | Montevidéu       | Uruguai        | Estádio Centenário                     |
| 42 | 8 de Dezembro de 1999   | Caracas          | Venezuela      | Poliedro de Caracas                    |
| 43 | 9 de Dezembro de 1999   | Caracas          | Venezuela      | Poliedro de Caracas                    |
| 44 | 10 de Dezembro de 1999  | Caracas          | Venezuela      | Poliedro de Caracas                    |
| 45 | 13 de Dezembro de 1999  | Valencia         | Venezuela      | Forum de Valencia                      |
| 46 | 15 de Dezembro de 1999  | Maracaibo        | Venezuela      | Plaza de toros Monumental de Maracaibo |
| América do Norte |                         |                  |                |                                        |
| 47 | 1 de Fevereiro de 2000  | Bakersfield      | Estados Unidos | Centennial Garden                      |
| 48 | 3 de Fevereiro de 2000  | Los Angeles      | Estados Unidos | Anfiteatro Gibson                      |
| 49 | 4 de Fevereiro de 2000  | Los Angeles      | Estados Unidos | Anfiteatro Gibson                      |
| 50 | 5 de Fevereiro de 2000  | Los Angeles      | Estados Unidos | Anfiteatro Gibson                      |
| 51 | 6 de Fevereiro de 2000  | Los Angeles      | Estados Unidos | Anfiteatro Gibson                      |
| 52 | 7 de Fevereiro de 2000  | Los Angeles      | Estados Unidos | Anfiteatro Gibson                      |
| 53 | 12 de Fevereiro de 2000 | Minneapolis      | Estados Unidos | Orpheum Theatre                        |
| 54 | 14 de Fevereiro de 2000 | Washington, D.C. | Estados Unidos | Patriot Center                         |
| 55 | 16 de Fevereiro de 2000 | Nova York        | Estados Unidos | Radio City Music Hall                  |
| 56 | 18 de Fevereiro de 2000 | Nova York        | Estados Unidos | Radio City Music Hall                  |
| 57 | 19 de Fevereiro de 2000 | Nova York        | Estados Unidos | Radio City Music Hall                  |
| 58 | 20 de Fevereiro de 2000 | Nova York        | Estados Unidos | Radio City Music Hall                  |
| 59 | 24 de Fevereiro de 2000 | Cidade do México | Mexico         | Auditorio Nacional                     |
| 60 | 25 de Fevereiro de 2000 | Cidade do México | Mexico         | Auditorio Nacional                     |
| 61 | 26 de Fevereiro de 2000 | Cidade do México | Mexico         | Auditorio Nacional                     |
| 62 | 27 de Fevereiro de 2000 | Cidade do México | Mexico         | Auditorio Nacional                     |
| 63 | 1 de Março de 2000      | Cidade do México | Mexico         | Auditorio Nacional                     |
| 64 | 2 de Março de 2000      | Cidade do México | Mexico         | Auditorio Nacional                     |
| 65 | 3 de Março de 2000      | Cidade do México | Mexico         | Auditorio Nacional                     |
| 66 | 4 de Março de 2000      | Cidade do México | Mexico         | Auditorio Nacional                     |
| 67 | 5 de Março de 2000      | Cidade do México | Mexico         | Auditorio Nacional                     |
| 68 | 6 de Março de 2000      | Cidade do México | Mexico         | Auditorio Nacional                     |
| 69 | 8 de Março de 2000      | Cidade do México | Mexico         | Auditorio Nacional                     |
| 70 | 9 de Março de 2000      | Cidade do México | Mexico         | Auditorio Nacional                     |
| 71 | 10 de Março de 2000     | Cidade do México | Mexico         | Auditorio Nacional                     |
| 72 | 11 de Março de 2000     | Cidade do México | Mexico         | Auditorio Nacional                     |
| 73 | 12 de Março de 2000     | Cidade do México | Mexico         | Auditorio Nacional                     |
| 74 | 15 de Março de 2000     | Cidade do México | Mexico         | Auditorio Nacional                     |
| 75 | 16 de Março de 2000     | Cidade do México | Mexico         | Auditorio Nacional                     |
| 76 | 17 de Março de 2000     | Cidade do México | Mexico         | Auditorio Nacional                     |
| 77 | 18 de Março de 2000     | Cidade do México | Mexico         | Auditorio Nacional                     |
| 78 | 19 de Março de 2000     | Cidade do México | Mexico         | Auditorio Nacional                     |
| 79 | 20 de Março de 2000     | Cidade do México | Mexico         | Auditorio Nacional                     |
| 80 | 24 de Março de 2000     | Miami            | Estados Unidos | American Airlines Arena                |
| 81 | 25 de Março de 2000     | Miami            | Estados Unidos | American Airlines Arena                |
| 82 | 26 de Março de 2000     | Lakeland         | Estados Unidos | Lakeland Center                        |
| 83 | 28 de Março de 2000     | Chicago          | Estados Unidos | United Center                          |
| 84 | 31 de Março de 2000     | Lowell           | Estados Unidos | Tsongas Center                         |
| 85 | 1 de Abril de 2000      | Atlantic City    | Estados Unidos | Trump Taj Mahal                        |
| 86 | 5 de Abril de 2000      | South Padre      | Estados Unidos | South Padre Island Convention Centre   |
| 87 | 6 de Abril de 2000      | South Padre      | Estados Unidos | South Padre Island Convention Centre   |
| 88 | 7 de Abril de 2000      | San Antonio      | Estados Unidos | Alamodome                              |
| 89 | 10 de Abril de 2000     | Houston          | Estados Unidos | Lakewood Church Central Campus         |
| 90 | 13 de Abril de 2000     | Monterrei        | México         | Auditorio Coca-Cola                    |
| 91 | 14 de Abril de 2000     | Monterrei        | México         | Auditorio Coca-Cola                    |
| 92 | 15 de Abril de 2000     | Monterrei        | México         | Auditorio Coca-Cola                    |
| 93 | 16 de Abril de 2000     | Monterrei        | México         | Auditorio Coca-Cola                    |
| 94 | 17 de Abril de 2000     | Monterrei        | México         | Auditorio Coca-Cola                    |
| 95 | 19 de Abril de 2000     | Dallas           | Estados Unidos | Gexa Energy Pavilion                   |
| 96 | 21 de Abril de 2000     | El Paso          | Estados Unidos | Don Haskins Center                     |
| 97 | 22 de Abril de 2000     | El Paso          | Estados Unidos | Don Haskins Center                     |
| 98 | 25 de Abril de 2000     | Denver           | Estados Unidos | Magness Arena                          |
| 99 | 27 de Abril de 2000     | Anaheim          | Estados Unidos | Arrowhead Pond                         |
| 100 | 28 de Abril de 2000     | São José         | Estados Unidos | San Jose Arena                         |
| 101 | 29 de Abril de 2000     | Las Vegas Valley | Estados Unidos | Mandalay Bay Events Center             |
| 102 | 2 de Maio de 2000       | Tucson           | Estados Unidos | Tucson Convention Center               |
| 103 | 3 de Maio de 2000       | Phoenix          | Estados Unidos | Cricket Wireless Pavilion              |
| 104 | 5 de Maio de 2000       | San Diego        | Estados Unidos | Cox Arena                              |
| 105 | 6 de Maio de 2000       | Chula Vista      | Estados Unidos | Cricket Wireless Amphitheatre          |
| Total | 240 dias                | 59 cidades       | 12 países      | 61 locais                              |

Notas:
- O primeiro show em Buenos Aires foi gravado pelo canal argentino Canal 13.
- O primeiro show em Santiago foi gravado pelo canal chileno Chile by UC13.
- O último show em Monterrei foi gravado e posteriormente lançado em DVD intitulado Vivo.

### Vendas
| Local                      | Cidade      | Ingressos vendidos / A venda | Lucro         |
| -------------------------- | ----------- | ---------------------------- | ------------- |
| Universal Amphitheatre     | Los Angeles | 24,012 / 27,416 (88%)        | US$ 1,580,042 |
| Radio City Music Hall      | Nova York   | 18,947 / 24,052 (79%)        | US$ 1,367,140 |
| United Center              | Chicago     | 7,328 / 10,000 (73%)         | US$ 550,075   |
| San Jose Arena             | São José    | 6,264 / 11,647 (54%)         | US$ 450,245   |
| Mandalay Bay Events Center | Las Vegas   | 5,329 / 9,791 (54%)          | US$ 474,410   |
| Total                      | Total       | 61,088 / 82,906 (74%)        | US$ 4,421,912 |

### Formação
- Vocal: Luis Miguel
- Acústico e guitarra: Todd Robinson
- Baixo elétrico: Lalo Carrillo
- Piano: Francisco Loyo
- Teclado: Arturo Pérez
- Bateria: Victor Loyo
- Percussão: Tommy Aros
- Saxofone: Jeff Nathanson
- Trompete: Francisco Abonce e Juan Arpero
- Trombone: Alejandro Carballo
- Vocais de apoio: Julie Bond, Naja Barnes e Carmel Cooper

## Mis Romances Tour
A Mis Romances Tour foi uma turnê promovida pelo cantor mexicano Luis Miguel para divulgar o álbum Mis Romances (na segunda parte da tour ele também promoveu a coletânea Mis Boleros Favoritos). Nessa tour o cantor cantou pela primeira vez no Estádio Azteca no México. Essa turnê consistiu em 62 shows no total.

### Set list
Mis Romances Tour
24 de janeiro de 2002-13 de abril de 2002
| N.º | Título                                                                                            | Álbum original                            | Duração |  |
| 1.  | "Intro"                                                                                           |                                           |         |  |
| 2.  | "Amor, Amor, Amor"                                                                                | Mis Romances                              |         |  |
| 3.  | "Tú Me Acostumbraste"                                                                             | Mis Romances                              |         |  |
| 4.  | "Perfidia"                                                                                        | Mis Romances                              |         |  |
| 5.  | "Todo Una Vida"                                                                                   | Mis Romances                              |         |  |
| 6.  | "Medley ("Dame Tu Amor"/"Sol, Arena y Mar"/"Suave")"                                              | Aries/Amarte es Un Placer                 |         |  |
| 7.  | "O Tú o Ninguna"                                                                                  | Amarte es Un Placer                       |         |  |
| 8.  | "Medley ("Por Debajo de Mesa"/"No Sé Tú"/Como Duele")"                                            | Romances/Romance/Mis Romances             |         |  |
| 9.  | "Medley ("Volver"/"Uno"/"El Día Qué Me Quieras")"                                                 | Mis Romances/Romances/Segundo Romance     |         |  |
| 10. | "La Ultima Noche"                                                                                 | Mis Romances                              |         |  |
| 11. | "Intro"                                                                                           |                                           |         |  |
| 12. | "Qué Sabes Tú?"                                                                                   | Mis Romances                              |         |  |
| 13. | "Historia de Un Amor"                                                                             | Segundo Romance                           |         |  |
| 14. | "Medley ("Cuándo Vuelta a Tu Lado"/"Mañana de Carnaval"/"Delírio")"                               | Romance/Romances/Segundo Romance          |         |  |
| 15. | "La Mentira"                                                                                      | Romance                                   |         |  |
| 16. | "Hasta Qué Me Olvides"                                                                            | Aries                                     |         |  |
| 17. | "Sin Tí"                                                                                          | Segundo Romance                           |         |  |
| 18. | "Medley ("Mucho Corazón"/"La Media Vuelta"/"Amorcito Corazón")"                                   | Romance/Segundo Romance/Mis Romances      |         |  |
| 19. | "Échame a Mí la Culpa"                                                                            | Música inédita                            |         |  |
| 20. | "Medley ("Y"/"La Bikina"/"Mi Ciudad")"                                                            | Vivo/Música inédita                       |         |  |
| 21. | "Medley ("Como es Possible Qué a Mí Lado"/"Será Qué No Me Amas"/"Te Propongo Esta Noche")"        | Nada es Igual/20 Años/Amarte es Un Placer |         |  |
| 22. | "Medley ("Ahora Te Puedes Marchar"/"La Chica del Bikini Azul"/"Isabel"/"Cuándo Calienta el Sol")" | Soy Como Quiero Ser/Palabra de Honor      |         |  |

Mis Boleros Favoritos Tour
12 de setembro de 2002-14 de dezembro de 2002
| N.º | Título                                                                                            | Álbum original                            | Duração |  |
| 1.  | "Intro"                                                                                           |                                           |         |  |
| 2.  | "Amor, Amor, Amor"                                                                                | Mis Romances                              |         |  |
| 3.  | "Tú Me Acostumbraste"                                                                             | Mis Romances                              |         |  |
| 4.  | "Perfidia"                                                                                        | Mis Romances                              |         |  |
| 5.  | "Todo Una Vida"                                                                                   | Mis Romances                              |         |  |
| 6.  | "Medley ("Dame Tu Amor"/"Sol, Arena y Mar"/"Suave")"                                              | Aries/Amarte es Un Placer                 |         |  |
| 7.  | "O Tú o Ninguna"                                                                                  | Amarte es Un Placer                       |         |  |
| 8.  | "Medley ("Por Debajo de Mesa"/"No Sé Tú"/Como Duele")"                                            | Romances/Romance/Mis Romances             |         |  |
| 9.  | "Medley ("Volver"/"Uno"/"El Día Qué Me Quieras")"                                                 | Mis Romances/Romances/Segundo Romance     |         |  |
| 10. | "La Ultima Noche"                                                                                 | Mis Romances                              |         |  |
| 11. | "Intro"                                                                                           |                                           |         |  |
| 12. | "Qué Sabes Tú?"                                                                                   | Mis Romances                              |         |  |
| 13. | "Historia de Un Amor"                                                                             | Segundo Romance                           |         |  |
| 14. | "Medley ("Un Hombre Busca Una Mujer"/"Cuestión de Piel"/"Oro de Ley")"                            | Busca Una Mujer/20 Años                   |         |  |
| 15. | "Somos Novios"                                                                                    | Segundo Romance                           |         |  |
| 16. | "Hasta Qué Me Olvides"                                                                            | Aries                                     |         |  |
| 17. | "Sin Tí"                                                                                          | Segundo Romance                           |         |  |
| 18. | "Medley ("Mucho Corazón"/"La Media Vuelta"/"Amorcito Corazón")"                                   | Romance/Segundo Romance/Mis Romances      |         |  |
| 19. | "Medley ("Y"/"La Bikina"/"Mi Ciudad")"                                                            | Vivo/Música inédita                       |         |  |
| 20. | "Medley ("Como es Possible Qué a Mí Lado"/"Será Qué No Me Amas"/"Te Propongo Esta Noche")"        | Nada es Igual/20 Años/Amarte es Un Placer |         |  |
| 21. | "Medley ("Ahora Te Puedes Marchar"/"La Chica del Bikini Azul"/"Isabel"/"Cuándo Calienta el Sol")" | Soy Como Quiero Ser/Palabra de Honor      |         |  |

### Datas
| # | Data                    | Cidade             | País                 | Local                            |
| Primeira parte                                                                                                  | Primeira parte          | Primeira parte     | Primeira parte       | Primeira parte                   |
| América do Norte I                                                                                              | América do Norte I      | América do Norte I | América do Norte I   | América do Norte I               |
| --- | ----------------------- | ------------------ | -------------------- | -------------------------------- |
| 1 | 24 de Janeiro de 2002   | San Diego          | Estados Unidos       | Cox Arena                        |
| 2 | 25 de Janeiro de 2002   | San Diego          | Estados Unidos       | Cox Arena                        |
| 3 | 26 de Janeiro de 2002   | Las Vegas          | Estados Unidos       | Mandalay Bay Events Center       |
| 4 | 29 de Janeiro de 2002   | Los Angeles        | Estados Unidos       | Anfiteatro Gibson                |
| 5 | 30 de Janeiro de 2002   | Los Angeles        | Estados Unidos       | Anfiteatro Gibson                |
| 6 | 31 de Janeiro de 2002   | Los Angeles        | Estados Unidos       | Anfiteatro Gibson                |
| 7 | 1 de Fevereiro de 2002  | Los Angeles        | Estados Unidos       | Anfiteatro Gibson                |
| 8 | 2 de Fevereiro de 2002  | Los Angeles        | Estados Unidos       | Anfiteatro Gibson                |
| 9 | 3 de Fevereiro de 2002  | Los Angeles        | Estados Unidos       | Anfiteatro Gibson                |
| 10 | 7 de Fevereiro de 2002  | Houston            | Estados Unidos       | Lakewood Church Central Campus   |
| 11 | 9 de Fevereiro de 2002  | Dallas             | Estados Unidos       | Verizon Theatre at Grand Prairie |
| 12 | 11 de Fevereiro de 2002 | Chicago            | Estados Unidos       | Allstate Arena                   |
| 13 | 13 de Fevereiro de 2002 | Boston             | Estados Unidos       | Tsongas Center                   |
| O show do dia 14 de Fevereiro na Madison Square Garden em Nova York foi cancelado e remarcado para 12 de Abril. |                         |                    |                      |                                  |
| 14 | 16 de Fevereiro de 2002 | Miami              | Estados Unidos       | Miami Arena                      |
| 15 | 17 de Fevereiro de 2002 | Miami              | Estados Unidos       | Miami Arena                      |
| 16 | 18 de Fevereiro de 2002 | Orlando            | Estados Unidos       | Amway Arena                      |
| 17 | 20 de Fevereiro de 2002 | Santo Domingo      | República Dominicana | Estadio Quisqueya                |
| 18 | 23 de Fevereiro de 2002 | San Juan           | Porto Rico           | Estádio Hiram Bithorn            |
| 19 | 27 de Fevereiro de 2002 | Guadalajara        | México               | Estádio Tres de Marzo            |
| 20 | 2 de Março de 2002      | Cidade do México   | México               | Estádio Azteca                   |
| 21 | 6 de Março de 2002      | Cidade do México   | México               | Auditorio Nacional               |
| 22 | 7 de Março de 2002      | Cidade do México   | México               | Auditorio Nacional               |
| 23 | 8 de Março de 2002      | Cidade do México   | México               | Auditorio Nacional               |
| 24 | 9 de Março de 2002      | Cidade do México   | México               | Auditorio Nacional               |
| 25 | 10 de Março de 2002     | Cidade do México   | México               | Auditorio Nacional               |
| 26 | 13 de Março de 2002     | Cidade do México   | México               | Auditorio Nacional               |
| 27 | 14 de Março de 2002     | Cidade do México   | México               | Auditorio Nacional               |
| 28 | 15 de Março de 2002     | Cidade do México   | México               | Auditorio Nacional               |
| 29 | 16 de Março de 2002     | Cidade do México   | México               | Auditorio Nacional               |
| 30 | 17 de Março de 2002     | Cidade do México   | México               | Auditorio Nacional               |
| 31 | 19 de Março de 2002     | Cidade do México   | México               | Auditorio Nacional               |
| 32 | 20 de Março de 2002     | Cidade do México   | México               | Auditorio Nacional               |
| 33 | 22 de Março de 2002     | Monterrei          | México               | Auditorio Coca-Cola              |
| 34 | 23 de Março de 2002     | Monterrei          | México               | Auditorio Coca-Cola              |
| 35 | 24 de Março de 2002     | Monterrei          | México               | Auditorio Coca-Cola              |
| 36 | 25 de Março de 2002     | Monterrei          | México               | Auditorio Coca-Cola              |
| 37 | 26 de Março de 2002     | Monterrei          | México               | Auditorio Coca-Cola              |
| 38 | 29 de Março de 2002     | El Paso            | Estados Unidos       | Don Haskins Center               |
| 39 | 30 de Março de 2002     | El Paso            | Estados Unidos       | Don Haskins Center               |
| 40 | 1 de Abril de 2002      | San Antonio        | Estados Unidos       | Freeman Coliseum                 |
| 41 | 2 de Abril de 2002      | McAllen            | Estados Unidos       | McAllen Convention Center        |
| 42 | 6 de Abril de 2002      | Tucson Estates     | Estados Unidos       | Anselmo Valencia Amphitheater    |
| 43 | 7 de Abril de 2002      | Tempe              | Estados Unidos       | Gammage Auditorium               |
| 44 | 9 de Abril de 2002      | Denver             | Estados Unidos       | Magness Arena                    |
| 45 | 12 de Abril de 2002     | Nova York          | Estados Unidos       | Madison Square Garden            |
| 46 | 13 de Abril de 2002     | Filadélfia         | Estados Unidos       | First Union Spectrum             |
| Segunda parte                                                                                                   |                         |                    |                      |                                  |
| América do Norte II                                                                                             |                         |                    |                      |                                  |
| 47 | 12 de Setembro de 2002  | San Diego          | Estados Unidos       | Cricket Wireless Amphitheatre    |
| 48 | 13 de Setembro de 2002  | Las Vegas Strip    | Estados Unidos       | MGM Grand Garden Arena           |
| 49 | 14 de Setembro de 2002  | Los Angeles        | Estados Unidos       | Anfiteatro Gibson                |
| 50 | 15 de Setembro de 2002  | Los Angeles        | Estados Unidos       | Anfiteatro Gibson                |
| Europa |                         |                    |                      |                                  |
| 51 | 8 de Outubro de 2002    | Alicante           | Espanha              | Estádio Municipal de Foietes     |
| 52 | 9 de Outubro de 2002    | Barcelona          | Espanha              | Palau Sant Jordi                 |
| 53 | 11 de Outubro de 2002   | Madrid             | Espanha              | Palacio Vistalegre               |
| 54 | 12 de Outubro de 2002   | Madrid             | Espanha              | Palacio Vistalegre               |
| 55 | 13 de Outubro de 2002   | Madrid             | Espanha              | Palacio Vistalegre               |
| América do Sul                                                                                                  |                         |                    |                      |                                  |
| 56 | 16 de Novembro de 2002  | Santiago           | Chile                | Estádio Nacional de Chile        |
| 57 | 18 de Novembro de 2002  | Santiago           | Chile                | Estádio San Carlos de Apoquindo  |
| 58 | 20 de Novembro de 2002  | Lima               | Peru                 | Lima Polo Club                   |
| 59 | 22 de Novembro de 2002  | Punta del Este     | Uruguai              | Conrad Hotels                    |
| 60 | 24 de Novembro de 2002  | Buenos Aires       | Argentina            | Estádio José Amalfitani          |
| 61 | 25 de Novembro de 2002  | Buenos Aires       | Argentina            | Estádio José Amalfitani          |
| América do Norte III                                                                                            |                         |                    |                      |                                  |
| 62 | 14 de Dezembro de 2002  | La Romana          | República Dominicana | Villa Altos de Chavón            |
| Total | 324 dias                | 29 cidades         | 9 países             | 34 locais                        |

Notas:
- O primeiro show na República Dominicana foi gravado pelo canal Telecentro.
- O segundo show em México foi gravado pelo canal Televisa.
- O primeiro show em Santiago, foi gravado pelo canal UC13.
- O segundo show em Buenos Aires foi gravado pelo canal Canal 13.
- O último show na República Dominicana foi gravado pelo canal Telecentro.

### Vendas
| Local                      | Cidade           | Ingressos vendidos / A venda | Lucro          |
| -------------------------- | ---------------- | ---------------------------- | -------------- |
| Cox Arena                  | San Diego        | 13,101 / 17,004 (77%)        | US$ 988,165    |
| Mandalay Bay Events Center | Las Vegas        | 8,227 / 8,227 (100%)         | US$ 715,980    |
| Universal Amphitheatre     | Los Angeles      | 43,451 / 45,090 (96%)        | US$ 3,595,025  |
| Compaq Center              | Houston          | 10,138 / 10,577 (96%)        | US$ 628,870    |
| Allstate Arena             | Chicago          | 7,170 / 10,000 (72%)         | US$ 561,950    |
| Don Haskins Center         | El Paso          | 12,684 / 14,176 (89%)        | US$ 798,713    |
| Freeman Coliseum           | San Antonio      | 5,934 / 6,564 (90%)          | US$ 409,758    |
| Auditorio Nacional         | Cidade do México | 112,974 / 118,872 (95%)      | US$ 6,178,203  |
| Madison Square Garden      | Nova York        | 13,029 / 13,742 (95%)        | US$ 1,123,980  |
| First Union Spectrum       | Filadélfia       | 3,079 / 15,000 (21%)         | US$ 256,460    |
| Coors Amphitheatre         | Chula Vista      | 7,590 / 8,908 (85%)          | US$ 500,668    |
| Total                      | Total            | 231,846 / 268,014 (87%)      | US$ 15,757,997 |

### Formação
- Vocal: Luis Miguel
- Acústico e guitarra: Todd Robinson
- Baixo elétrico: Lalo Carrillo
- Piano: Francisco Loyo
- Teclado: Arturo Pérez
- Bateria: Victor Loyo
- Percussão: Tommy Aros
- Saxofone: Jeff Nathanson
- Trompete: Francisco Abonce
- Trombone: Alejandro Carballo

## 33 Tour
A 33 Tour foi uma turnê promovida pelo cantor mexicano Luis Miguel para divulgar o álbum 33. Foram 88 shows no total. Durante a turnê na Espanha, Luis Miguel recebeu um prêmio especial do Príncipe Felipe, por ter sido o cantor internacional que mais faturou na história do país. O cantor vendeu no total aproximadamente 1.100.000 de ingressos.

### Set list
10 de outubro de 2003-12 de março de 2004
| N.º | Título                                                                                            | Álbum original                                    | Duração |  |
| 1.  | "Intro"                                                                                           |                                                   |         |  |
| 2.  | "Vuelve"                                                                                          | 33                                                |         |  |
| 3.  | "Amor, Amor, Amor"                                                                                | Mis Romances                                      |         |  |
| 4.  | "Ahora Qué Te Vás"                                                                                | 33                                                |         |  |
| 5.  | "Perfidia"                                                                                        | Mis Romances                                      |         |  |
| 6.  | "Eres"                                                                                            | 33                                                |         |  |
| 7.  | "Devuélveme el Amor"                                                                              | 33                                                |         |  |
| 8.  | "Medley ("Por Debajo de Mesa"/"No Sé Tú"/Como Duele")"                                            | Romances/Romance/Mis Romances                     |         |  |
| 9.  | "O Tú o Ninguna"                                                                                  | Amarte es Un Placer                               |         |  |
| 10. | "Medley ("Dame Tu Amor"/"Sol, Arena y Mar"/"Suave")"                                              | Aries/Amarte es Un Placer                         |         |  |
| 11. | "Un Te Amo"                                                                                       | 33                                                |         |  |
| 12. | "Medley ("No Me Puedes Dejar Así"/"Palabra de Honor"/"Entrégate"/"La Incondicional")"             | Decídete/Palabra de Honor/20 Años/Busca Una Mujer |         |  |
| 13. | "Intro (Techno)"                                                                                  |                                                   |         |  |
| 14. | "Con Tus Besos"                                                                                   | 33                                                |         |  |
| 15. | "Nos Hizo Falta Tiempo"                                                                           | 33                                                |         |  |
| 16. | "Qué Tristeza"                                                                                    | 33                                                |         |  |
| 17. | "Medley ("Mucho Corazón"/"La Media Vuelta"/"Amorcito Corazón")"                                   | Romance/Segundo Romance/Mis Romances              |         |  |
| 18. | "Medley ("Como es Possible Qué a Mí Lado"/"Será Qué No Me Amas"/"Te Propongo Esta Noche")"        | Nada es Igual/20 Años/Amarte es Un Placer         |         |  |
| 19. | "Medley ("Ahora Te Puedes Marchar"/"La Chica del Bikini Azul"/"Isabel"/"Cuándo Calienta el Sol")" | Soy Como Quiero Ser/Palabra de Honor              |         |  |
| 20. | "Te Necesito"                                                                                     | 33                                                |         |  |

23 de setembro de 2004-30 de outubro de 2004
| N.º | Título                                                                                            | Álbum original                                    | Duração |  |
| 1.  | "Intro"                                                                                           |                                                   |         |  |
| 2.  | "Vuelve"                                                                                          | 33                                                |         |  |
| 3.  | "Amor, Amor, Amor"                                                                                | Mis Romances                                      |         |  |
| 4.  | "Ahora Qué Te Vás"                                                                                | 33                                                |         |  |
| 5.  | "Perfidia"                                                                                        | Mis Romances                                      |         |  |
| 6.  | "Eres"                                                                                            | 33                                                |         |  |
| 7.  | "Devuélveme el Amor"                                                                              | 33                                                |         |  |
| 8.  | "Medley ("Por Debajo de Mesa"/"No Sé Tú"/Como Duele")"                                            | Romances/Romance/Mis Romances                     |         |  |
| 9.  | "O Tú o Ninguna"                                                                                  | Amarte es Un Placer                               |         |  |
| 10. | "Medley ("Dame Tu Amor"/"Sol, Arena y Mar"/"Suave")"                                              | Aries/Amarte es Un Placer                         |         |  |
| 11. | "Un Te Amo"                                                                                       | 33                                                |         |  |
| 12. | "Medley ("No Me Puedes Dejar Así"/"Palabra de Honor"/"Entrégate"/"La Incondicional")"             | Decídete/Palabra de Honor/20 Años/Busca Una Mujer |         |  |
| 13. | "Intro (Techno)"                                                                                  |                                                   |         |  |
| 14. | "Con Tus Besos"                                                                                   | 33                                                |         |  |
| 15. | "Somos Novios"                                                                                    | Segundo Romance                                   |         |  |
| 16. | "Nosotros"                                                                                        | Segundo Romance                                   |         |  |
| 17. | "Medley ("Mucho Corazón"/"La Media Vuelta"/"Amorcito Corazón")"                                   | Romance/Segundo Romance/Mis Romances              |         |  |
| 18. | "Medley ("Como es Possible Qué a Mí Lado"/"Será Qué No Me Amas"/"Te Propongo Esta Noche")"        | Nada es Igual/20 Años/Amarte es Un Placer         |         |  |
| 19. | "Medley ("Ahora Te Puedes Marchar"/"La Chica del Bikini Azul"/"Isabel"/"Cuándo Calienta el Sol")" | Soy Como Quiero Ser/Palabra de Honor              |         |  |
| 20. | "Te Necesito"                                                                                     | 33                                                |         |  |

### Datas
| # | Data                    | Cidade                 | País               | Local                             |
| Primeira parte | Primeira parte          | Primeira parte         | Primeira parte     | Primeira parte                    |
| América do Norte I | América do Norte I      | América do Norte I     | América do Norte I | América do Norte I                |
| --- | ----------------------- | ---------------------- | ------------------ | --------------------------------- |
| 1 | 8 de Outubro de 2003    | Palm Desert            | Estados Unidos     | McCallum Theatre                  |
| 2 | 10 de Outubro de 2003   | Las Vegas              | Estados Unidos     | Mandalay Bay Events Center        |
| 3 | 11 de Outubro de 2003   | Santa Bárbara          | Estados Unidos     | Santa Barbara Bowl                |
| 4 | 12 de Outubro de 2003   | Fresno                 | Estados Unidos     | Selland Arena                     |
| 5 | 15 de Outubro de 2003   | Los Angeles            | Estados Unidos     | Anfiteatro Gibson                 |
| 6 | 16 de Outubro de 2003   | Los Angeles            | Estados Unidos     | Anfiteatro Gibson                 |
| 7 | 17 de Outubro de 2003   | Los Angeles            | Estados Unidos     | Anfiteatro Gibson                 |
| 8 | 18 de Outubro de 2003   | Los Angeles            | Estados Unidos     | Anfiteatro Gibson                 |
| 9 | 19 de Outubro de 2003   | Los Angeles            | Estados Unidos     | Anfiteatro Gibson                 |
| 10 | 22 de Outubro de 2003   | Denver                 | Estados Unidos     | Magness Arena                     |
| 11 | 24 de Outubro de 2003   | San Jose               | Estados Unidos     | HP Pavilion at San Jose           |
| 12 | 25 de Outubro de 2003   | Chula Vista            | Estados Unidos     | Cricket Wireless Amphitheatre     |
| 13 | 26 de Outubro de 2003   | Phoenix                | Estados Unidos     | Dodge Theatre                     |
| 14 | 27 de Outubro de 2003   | El Paso                | Estados Unidos     | Don Haskins Center                |
| 15 | 29 de Outubro de 2003   | McAllen                | Estados Unidos     | Dodge Arena                       |
| 16 | 30 de Outubro de 2003   | McAllen                | Estados Unidos     | Dodge Arena                       |
| 17 | 2 de Novembro de 2003   | Dallas                 | Estados Unidos     | Smirnoff Music Centre             |
| 18 | 3 de Novembro de 2003   | San Antonio            | Estados Unidos     | SBC Center                        |
| 19 | 4 de Novembro de 2003   | Laredo                 | Estados Unidos     | Laredo Entertainment Center       |
| 20 | 5 de Novembro de 2003   | Houston                | Estados Unidos     | Toyota Center                     |
| 21 | 8 de Novembro de 2003   | Chicago                | Estados Unidos     | United Center                     |
| 22 | 11 de Novembro de 2003  | Nova York              | Estados Unidos     | Madison Square Garden             |
| 23 | 13 de Novembro de 2003  | Miami                  | Estados Unidos     | American Airlines Arena           |
| 24 | 14 de Novembro de 2003  | Tampa                  | Estados Unidos     | Tampa Bay Times Forum             |
| 25 | 15 de Novembro de 2003  | Miami                  | Estados Unidos     | American Airlines Arena           |
| 26 | 16 de Novembro de 2003  | Atlanta                | Estados Unidos     | Arena at Gwinnett Center          |
| América do Sul I |                         |                        |                    |                                   |
| 27 | 26 de Novembro de 2003  | Santiago               | Chile              | Espacio Riesco                    |
| O show do dia 27 de Novembro no Estádio San Carlos de Apoquindo em Santiago foi cancelado e remarcado para o dia seguinte. |                         |                        |                    |                                   |
| 28 | 28 de Novembro de 2003  | Santiago               | Chile              | Estádio San Carlos de Apoquindo   |
| 29 | 29 de Novembro de 2003  | Viña del Mar           | Chile              | Anfiteatro de la Quinta Vergara   |
| 30 | 3 de Dezembro de 2003   | Córdova                | Argentina          | Estádio Olímpico Chateau Carreras |
| 31 | 5 de Dezembro de 2003   | Buenos Aires           | Argentina          | Estádio José Amalfitani           |
| 32 | 6 de Dezembro de 2003   | Buenos Aires           | Argentina          | Estádio José Amalfitani           |
| 33 | 7 de Dezembro de 2003   | Buenos Aires           | Argentina          | Estádio José Amalfitani           |
| Segunda parte |                         |                        |                    |                                   |
| América do Norte II |                         |                        |                    |                                   |
| 34 | 15 de Janeiro de 2004   | Cidade do México       | México             | Auditorio Nacional                |
| 35 | 16 de Janeiro de 2004   | Cidade do México       | México             | Auditorio Nacional                |
| 36 | 17 de Janeiro de 2004   | Cidade do México       | México             | Auditorio Nacional                |
| 37 | 18 de Janeiro de 2004   | Cidade do México       | México             | Auditorio Nacional                |
| 38 | 21 de Janeiro de 2004   | Cidade do México       | México             | Auditorio Nacional                |
| 39 | 22 de Janeiro de 2004   | Cidade do México       | México             | Auditorio Nacional                |
| 40 | 23 de Janeiro de 2004   | Cidade do México       | México             | Auditorio Nacional                |
| 41 | 24 de Janeiro de 2004   | Cidade do México       | México             | Auditorio Nacional                |
| 42 | 25 de Janeiro de 2004   | Cidade do México       | México             | Auditorio Nacional                |
| 43 | 28 de Janeiro de 2004   | Cidade do México       | México             | Auditorio Nacional                |
| 44 | 29 de Janeiro de 2004   | Cidade do México       | México             | Auditorio Nacional                |
| 45 | 30 de Janeiro de 2004   | Cidade do México       | México             | Auditorio Nacional                |
| 46 | 31 de Janeiro de 2004   | Cidade do México       | México             | Auditorio Nacional                |
| 47 | 1 de Fevereiro de 2004  | Cidade do México       | México             | Auditorio Nacional                |
| 48 | 4 de Fevereiro de 2004  | Cidade do México       | México             | Auditorio Nacional                |
| 49 | 5 de Fevereiro de 2004  | Cidade do México       | México             | Auditorio Nacional                |
| 50 | 6 de Fevereiro de 2004  | Cidade do México       | México             | Auditorio Nacional                |
| 51 | 7 de Fevereiro de 2004  | Cidade do México       | México             | Auditorio Nacional                |
| 52 | 8 de Fevereiro de 2004  | Cidade do México       | México             | Auditorio Nacional                |
| 53 | 11 de Fevereiro de 2004 | Cidade do México       | México             | Auditorio Nacional                |
| 54 | 12 de Fevereiro de 2004 | Cidade do México       | México             | Auditorio Nacional                |
| 55 | 13 de Fevereiro de 2004 | Cidade do México       | México             | Auditorio Nacional                |
| 56 | 14 de Fevereiro de 2004 | Cidade do México       | México             | Auditorio Nacional                |
| 57 | 15 de Fevereiro de 2004 | Cidade do México       | México             | Auditorio Nacional                |
| 58 | 16 de Fevereiro de 2004 | Cidade do México       | México             | Auditorio Nacional                |
| 59 | 18 de Fevereiro de 2004 | Guadalajara            | México             | Estádio Tres de Marzo             |
| 60 | 20 de Fevereiro de 2004 | Monterrei              | México             | Arena Monterrey                   |
| 61 | 21 de Fevereiro de 2004 | Monterrei              | México             | Arena Monterrey                   |
| 62 | 22 de Fevereiro de 2004 | Monterrei              | México             | Arena Monterrey                   |
| 63 | 23 de Fevereiro de 2004 | Monterrei              | México             | Arena Monterrey                   |
| 64 | 27 de Fevereiro de 2004 | Tijuana                | México             | El Foro                           |
| 65 | 28 de Fevereiro de 2004 | Tijuana                | México             | El Foro                           |
| 66 | 29 de Fevereiro de 2004 | Tijuana                | México             | El Foro                           |
| 67 | 4 de Março de 2004      | Anaheim                | Estados Unidos     | Arrowhead Pond                    |
| 68 | 5 de Março de 2004      | Tucson                 | Estados Unidos     | TCC Arena                         |
| 69 | 6 de Março de 2004      | Las Vegas              | Estados Unidos     | PH Entertainment Center           |
| 70 | 7 de Março de 2004      | San Diego              | Estados Unidos     | Cox Arena                         |
| 71 | 12 de Março de 2004     | Veracruz               | México             | World Trade Center                |
| Terceira parte |                         |                        |                    |                                   |
| Europa |                         |                        |                    |                                   |
| 72 | 23 de Setembro de 2004  | Santiago de Compostela | Espanha            | Pabellón Multiusos Fontes do Sar  |
| 73 | 25 de Setembro de 2004  | Jaén                   | Espanha            | Pabellón del Nuevo Recinto Ferial |
| 74 | 26 de Setembro de 2004  | Valência               | Espanha            | Plaza Monumental                  |
| 75 | 28 de Setembro de 2004  | Madrid                 | Espanha            | Las Ventas                        |
| 76 | 29 de Setembro de 2004  | Madrid                 | Espanha            | Las Ventas                        |
| 77 | 1 de Outubro de 2004    | Alicante               | Espanha            | Ciudad Deportiva                  |
| 78 | 2 de Outubro de 2004    | Barcelona              | Espanha            | Palau Sant Jordi                  |
| 79 | 3 de Outubro de 2004    | Zaragoza               | Espanha            | Plaza de Toros                    |
| América Central |                         |                        |                    |                                   |
| 80 | 8 de Outubro de 2004    | Cidade da Guatemala    | Guatemala          | Estádio Mateo Flores              |
| 81 | 10 de Outubro de 2004   | San Salvador           | El Salvador        | Estádio Jorge "Mágico" González   |
| 82 | 13 de Outubro de 2004   | San José               | Costa Rica         | Estádio Ricardo Saprissa Aymá     |
| 83 | 15 de Outubro de 2004   | Cidade do Panamá       | Panamá             | Figali Convention Center          |
| América do Sul II |                         |                        |                    |                                   |
| 84 | 17 de Outubro de 2004   | Cali                   | Colômbia           | Estádio Olímpico Pascual Guerrero |
| 85 | 20 de Outubro de 2004   | Bogotá                 | Colômbia           | Estádio El Campín                 |
| 86 | 23 de Outubro de 2004   | Medellín               | Colômbia           | Estádio Atanasio Girardot         |
| 87 | 26 de Outubro de 2004   | Guaiaquil              | Equador            | Estádio Modelo Alberto Spencer    |
| 88 | 28 de Outubro de 2004   | Quito                  | Equador            | Estádio Olímpico Atahualpa        |
| 89 | 30 de Outubro de 2004   | Lima                   | Peru               | Estádio Monumental                |
| Total | 388 dias                | 50 cidades             | 12 países          | 52 locais                         |

### Vendas
| Local                       | Cidade           | Ingressos vendidos / A venda | Lucro          |
| --------------------------- | ---------------- | ---------------------------- | -------------- |
| Santa Barbara Bowl          | Santa Bárbara    | 3,455 / 4,245 (81%)          | US$ 224,455    |
| Universal Amphitheatre      | Los Angeles      | 22,757 / 24,376 (93%)        | US$ 2,140,190  |
| Don Haskins Center          | El Paso          | 6,876 / 6,876 (100%)         | US$ 463,416    |
| Madison Square Garden       | Nova York        | 12,123 / 13,102 (93%)        | US$ 982,334    |
| Toyota Center               | Houston          | 9,105 / 11,674 (78%)         | US$ 556,045    |
| Laredo Entertainment Center | Laredo           | 9,322 / 9,322 (100%)         | US$ 707,605    |
| United Center               | Chicago          | 9,224 / 12,500 (74%)         | US$ 737,175    |
| Dodge Arena                 | McAllen          | 8,940 / 9,366 (95%)          | US$ 803,456    |
| Smirnoff Music Centre       | Dallas           | 5,610 / 6,200 (90%)          | US$ 343,856    |
| St. Pete Times Forum        | Tampa            | 4,035 / 9,007 (45%)          | US$ 238,183    |
| Auditorio Nacional          | Cidade do México | 233,913 / 242,075 (97%)      | US$ 11,964,429 |
| Arrowhead Pond              | Anaheim          | 8,296 / 11,239 (74%)         | US$ 606,955    |
| Tucson Convention Center    | Tucson           | 5,189 / 5,395 (96%)          | US$ 407,852    |
| Cox Arena                   | San Diego        | 8,574 / 8,574 (100%)         | US$ 606,765    |
| Total                       | Total            | 347,419 / 373,951 (93%)      | US$ 20,782,716 |

### Formação
- Vocal: Luis Miguel
- Acústico e guitarra: Todd Robinson
- Baixo elétrico: Lalo Carrillo
- Piano: Francisco Loyo
- Teclado: Arturo Pérez
- Bateria: Victor Loyo
- Percussão: Tommy Aros
- Saxofone: Jeff Nathanson
- Trompete: Francisco Abonce
- Trombone: Alejandro Carballo

## México en la Piel Tour
A México en la Piel Tour foi uma turnê promovida pelo cantor mexicano Luis Miguel. No período de 2005, ele divulgou os álbuns México en la Piel e Grandes Éxitos e a partir do ano seguinte, em 2006, também divulgou o álbum Navidades.

### Set list
13 de setembro de 2005-6 de novembro de 2005
| N.º | Título | Álbum original                               | Duração |  |
| 1.  | "Intro (Horn driven)"                                                                                             |                                              |         |  |
| 2.  | "Qué Nivel de Mujer"                                                                                              | Aries                                        |         |  |
| 3.  | "Con Tus Besos"                                                                                                   | 33                                           |         |  |
| 4.  | "Medley ("Dame Tu Amor"/"Sol, Arena y Mar"/"Suave")"                                                              | Aries/Amarte es Un Placer                    |         |  |
| 5.  | "Medley ("No Me Platiques Más"/"Contigo en la Distancia"/"Usted"/"La Puerta"/"La Barca"/"No Sé Tú"/"Inovidable")" | Romance                                      |         |  |
| 6.  | "Medley ("El Día Qué Me Quieras"/"Historia de Un Amor"/"Nosotros")"                                               | Segundo Romance                              |         |  |
| 7.  | "Medley ("Por Debajo de la Mesa"/"La Gloria eres Tú"/"Bésame Mucho")"                                             | Romances                                     |         |  |
| 8.  | "Medley ("Perfidia"/"Tú Me Acostumbraste"/La Última Noche"/"Amor, Amor, Amor")"                                   | Mis Romances                                 |         |  |
| 9.  | "Intro (Cordas)"                                                                                                  |                                              |         |  |
| 10. | "Pensar en Tí" | Aries                                        |         |  |
| 11. | "Te Necesito" | 33                                           |         |  |
| 12. | "Intro (Mariachi)"                                                                                                |                                              |         |  |
| 13. | "El Viajero" | México en la Piel                            |         |  |
| 14. | "Entrega Total"                                                                                                   | México en la Piel                            |         |  |
| 15. | "Échame a Mí la Culpa"                                                                                            | México en la Piel                            |         |  |
| 16. | "México en la Piel"                                                                                               | México en la Piel                            |         |  |
| 17. | "Cruz de Olvidos"                                                                                                 | México en la Piel                            |         |  |
| 18. | "De Qué Manera Te Olvido"                                                                                         | México en la Piel                            |         |  |
| 19. | "Motivos" | México en la Piel                            |         |  |
| 20. | "Qué Seas Feliz"                                                                                                  | México en la Piel                            |         |  |
| 21. | "Sabes Una Cosa"                                                                                                  | México en la Piel: Bonus Tracks              |         |  |
| 22. | "La Bikina" | Vivo                                         |         |  |
| 23. | "Mi Ciudad" | México en la Piel: Edición Diamante          |         |  |
| 24. | "Medley ("Vuelve"/"Eres"/"Como es Possíble Qué a Mí Lado"/"Será Qué No Me Amas"/"Te Propongo Esta Noche")"        | 33/Nada es Igual/20 Años/Amarte es Un Placer |         |  |
| 25. | "Te Propongo Esta Noche (Reprise)"                                                                                | Amarte es Un Placer                          |         |  |

10 de novembro de 2005-30 de novembro de 2005
| N.º | Título | Álbum original                                               | Duração |  |
| 1.  | "Intro (Horn driven)" |                                                              |         |  |
| 2.  | "Qué Nivel de Mujer" | Aries                                                        |         |  |
| 3.  | "Con Tus Besos" | 33                                                           |         |  |
| 4.  | "Medley ("Dame Tu Amor"/"Sol, Arena y Mar"/"Suave")"                                                                                | Aries/Amarte es Un Placer                                    |         |  |
| 5.  | "Medley ("No Me Platiques Más"/"Contigo en la Distancia"/"Usted"/"La Puerta"/"La Barca"/"No Sé Tú"/"Inovidable")"                   | Romance                                                      |         |  |
| 6.  | "Medley ("El Día Qué Me Quieras"/"Historia de Un Amor"/"Nosotros")"                                                                 | Segundo Romance                                              |         |  |
| 7.  | "Medley ("Por Debajo de la Mesa"/"La Gloria eres Tú"/"Bésame Mucho")"                                                               | Romances                                                     |         |  |
| 8.  | "Medley ("Perfidia"/"Tú Me Acostumbraste"/La Última Noche"/"Amor, Amor, Amor")"                                                     | Mis Romances                                                 |         |  |
| 9.  | "Intro (Cordas)" |                                                              |         |  |
| 10. | "Pensar en Tí" | Aries                                                        |         |  |
| 11. | "Te Necesito" | 33                                                           |         |  |
| 12. | "Intro (Mariachi)" |                                                              |         |  |
| 13. | "El Viajero" | México en la Piel                                            |         |  |
| 14. | "México en la Piel" | México en la Piel                                            |         |  |
| 15. | "Cruz de Olvidos" | México en la Piel                                            |         |  |
| 16. | "De Qué Manera Te Olvido" | México en la Piel                                            |         |  |
| 17. | "Motivos" | México en la Piel                                            |         |  |
| 18. | "Qué Seas Feliz" | México en la Piel                                            |         |  |
| 19. | "Sabes Una Cosa" | México en la Piel: Bonus Tracks                              |         |  |
| 20. | "La Bikina" | Vivo                                                         |         |  |
| 21. | "Mi Ciudad" | México en la Piel: Edición Diamante                          |         |  |
| 22. | "Medley ("Decídete"/"Los Muchachos de Hoy"/"Ahora Te Puedes Marchar"/"La Chica del Bikini Azul"/"Isabel"/"Cuándo Calienta el Sol")" | Decídete/Fiebre de Amor/Soy Como Quiero Ser/Palabra de Honor |         |  |
| 23. | "Medley ("Vuelve"/"Eres"/"Como es Possíble Qué a Mí Lado"/"Será Qué No Me Amas"/"Te Propongo Esta Noche")"                          | 33/Nada es Igual/20 Años/Amarte es Un Placer                 |         |  |
| 24. | "Te Propongo Esta Noche (Reprise)"                                                                                                  | Amarte es Un Placer                                          |         |  |

18 de janeiro de 2006-26 de maio de 2007
| N.º | Título | Álbum original                                               | Duração |  |
| 1.  | "Intro (Horn driven)" |                                                              |         |  |
| 2.  | "Qué Nivel de Mujer" | Aries                                                        |         |  |
| 3.  | "Con Tus Besos" | 33                                                           |         |  |
| 4.  | "Medley ("Dame Tu Amor"/"Sol, Arena y Mar"/"Suave")"                                                                                | Aries/Amarte es Un Placer                                    |         |  |
| 5.  | "Medley ("No Me Platiques Más"/"Contigo en la Distancia"/"Usted"/"La Puerta"/"La Barca"/"No Sé Tú"/"Inovidable")"                   | Romance                                                      |         |  |
| 6.  | "Medley ("El Día Qué Me Quieras"/"Historia de Un Amor"/"Nosotros")"                                                                 | Segundo Romance                                              |         |  |
| 7.  | "Medley ("Por Debajo de la Mesa"/"La Gloria eres Tú"/"Bésame Mucho")"                                                               | Romances                                                     |         |  |
| 8.  | "Medley ("Perfidia"/"Tú Me Acostumbraste"/La Última Noche"/"Amor, Amor, Amor")"                                                     | Mis Romances                                                 |         |  |
| 9.  | "Te Nesecito" | 33                                                           |         |  |
| 10. | "Intro (Mariachi)" |                                                              |         |  |
| 11. | "El Viajero" | México en la Piel                                            |         |  |
| 12. | "Entrega Total" | México en la Piel                                            |         |  |
| 13. | "Échame a Mí la Culpa" | México en la Piel                                            |         |  |
| 14. | "México en la Piel" | México en la Piel                                            |         |  |
| 15. | "De Qué Manera Te Olvido" | México en la Piel                                            |         |  |
| 16. | "Motivos" | México en la Piel                                            |         |  |
| 17. | "Qué Seas Feliz" | México en la Piel                                            |         |  |
| 18. | "Sabes Una Cosa" | México en la Piel: Bonus Tracks                              |         |  |
| 19. | "La Bikina" | Vivo                                                         |         |  |
| 20. | "Mi Ciudad" | México en la Piel: Edición Diamante                          |         |  |
| 21. | "Medley ("Decídete"/"Los Muchachos de Hoy"/"Ahora Te Puedes Marchar"/"La Chica del Bikini Azul"/"Isabel"/"Cuándo Calienta el Sol")" | Decídete/Fiebre de Amor/Soy Como Quiero Ser/Palabra de Honor |         |  |
| 22. | "Medley ("Vuelve"/"Eres"/"Como es Possíble Qué a Mí Lado"/"Será Qué No Me Amas"/"Te Propongo Esta Noche")"                          | 33/Nada es Igual/20 Años/Amarte es Un Placer                 |         |  |
| 23. | "Te Propongo Esta Noche (Reprise)"                                                                                                  | Amarte es Un Placer                                          |         |  |

22 de novembro de 2006-10 de dezembro de 2006
| N.º | Título | Álbum original                                               | Duração |  |
| 1.  | "Intro (Horn driven)" |                                                              |         |  |
| 2.  | "Qué Nivel de Mujer" | Aries                                                        |         |  |
| 3.  | "Con Tus Besos" | 33                                                           |         |  |
| 4.  | "Medley ("Dame Tu Amor"/"Sol, Arena y Mar"/"Suave")"                                                                                | Aries/Amarte es Un Placer                                    |         |  |
| 5.  | "Medley ("No Me Platiques Más"/"Contigo en la Distancia"/"Usted"/"La Puerta"/"La Barca"/"No Sé Tú"/"Inovidable")"                   | Romance                                                      |         |  |
| 6.  | "Medley ("El Día Qué Me Quieras"/"Historia de Un Amor"/"Nosotros")"                                                                 | Segundo Romance                                              |         |  |
| 7.  | "Medley ("Por Debajo de la Mesa"/"La Gloria eres Tú"/"Bésame Mucho")"                                                               | Romances                                                     |         |  |
| 8.  | "Medley ("Perfidia"/"Tú Me Acostumbraste"/La Última Noche"/"Amor, Amor, Amor")"                                                     | Mis Romances                                                 |         |  |
| 9.  | "Te Nesecito" | 33                                                           |         |  |
| 10. | "Intro (Mariachi)" |                                                              |         |  |
| 11. | "El Viajero" | México en la Piel                                            |         |  |
| 12. | "México en la Piel" | México en la Piel                                            |         |  |
| 13. | "De Qué Manera Te Olvido" | México en la Piel                                            |         |  |
| 14. | "Sabes Una Cosa" | México en la Piel: Bonus Tracks                              |         |  |
| 15. | "Qué Seas Feliz" | México en la Piel                                            |         |  |
| 16. | "Mi Ciudad" | México en la Piel: Edición Diamante                          |         |  |
| 17. | "Santa Claus Llegó a la Ciudad" | Navidades                                                    |         |  |
| 18. | "Frente a la Chaminea" | Navidades                                                    |         |  |
| 19. | "Medley ("Decídete"/"Los Muchachos de Hoy"/"Ahora Te Puedes Marchar"/"La Chica del Bikini Azul"/"Isabel"/"Cuándo Calienta el Sol")" | Decídete/Fiebre de Amor/Soy Como Quiero Ser/Palabra de Honor |         |  |

14 de setembro de 2007-23 de setembro de 2007
| N.º | Título | Álbum original                                               | Duração |  |
| 1.  | "Intro (Horn driven)" |                                                              |         |  |
| 2.  | "Qué Nivel de Mujer" | Aries                                                        |         |  |
| 3.  | "Con Tus Besos" | 33                                                           |         |  |
| 4.  | "Medley ("Dame Tu Amor"/"Sol, Arena y Mar"/"Suave")"                                                                                | Aries/Amarte es Un Placer                                    |         |  |
| 5.  | "Medley ("No Me Platiques Más"/"Contigo en la Distancia"/"Usted"/"La Puerta"/"La Barca"/"No Sé Tú"/"Inovidable")"                   | Romance                                                      |         |  |
| 6.  | "Hasta Qué Me Olvides" | Aries                                                        |         |  |
| 7.  | "Medley ("Por Debajo de la Mesa"/"La Gloria eres Tú"/"Bésame Mucho")"                                                               | Romances                                                     |         |  |
| 8.  | "La Incondicional" | Busca Una Mujer                                              |         |  |
| 9.  | "Te Necesito" | 33                                                           |         |  |
| 10. | "Medley ("Mucho Corazón"/"La Media Vuelta"/"Amorcito Corazón")"                                                                     | Romances/Segundo Romance/Mis Romances                        |         |  |
| 11. | "Intro (Son de la Negra)" |                                                              |         |  |
| 12. | "El Viajero" | México en la Piel                                            |         |  |
| 13. | "Échame a Mí la Culpa" | México en la Piel                                            |         |  |
| 14. | "Amanecí en Tus Brazos" | El Concierto                                                 |         |  |
| 15. | "De Qué Manera Te Olvido" | México en la Piel                                            |         |  |
| 16. | "Si Nos Dejan" | El Concierto                                                 |         |  |
| 17. | "México en la Piel" | México en la Piel                                            |         |  |
| 18. | "El Rey" | El Concierto                                                 |         |  |
| 19. | "México Lindo y Querido" | Música inédita                                               |         |  |
| 20. | "Sabes Una Cosa" | México en la Piel: Bonus Track                               |         |  |
| 21. | "La Bikina" | Vivo                                                         |         |  |
| 22. | "Mi Ciudad" | México en la Piel: Edición Diamante                          |         |  |
| 23. | "Medley ("Decídete"/"Los Muchachos de Hoy"/"Ahora Te Puedes Marchar"/"La Chica del Bikini Azul"/"Isabel"/"Cuándo Calienta el Sol")" | Decídete/Fiebre de Amor/Soy Como Quiero Ser/Palabra de Honor |         |  |

### Datas
| # | Data                    | Cidade                | Países                | Locais                                        |
| Primeira parte (2005) | Primeira parte (2005)   | Primeira parte (2005) | Primeira parte (2005) | Primeira parte (2005)                         |
| América do Norte I | América do Norte I      | América do Norte I    | América do Norte I    | América do Norte I                            |
| --- | ----------------------- | --------------------- | --------------------- | --------------------------------------------- |
| 1 | 13 de Setembro de 2005  | Fresno                | Estados Unidos        | Save Mart Center                              |
| 2 | 15 de Setembro de 2005  | Santa Bárbara         | Estados Unidos        | Santa Barbara Bowl                            |
| 3 | 16 de Setembro de 2005  | Las Vegas             | Estados Unidos        | Mandalay Bay Events Center                    |
| 4 | 17 de Setembro de 2005  | San Diego             | Estados Unidos        | Cricket Wireless Amphitheatre                 |
| 5 | 20 de Setembro de 2005  | Los Angeles           | Estados Unidos        | Anfiteatro Gibson                             |
| 6 | 21 de Setembro de 2005  | Los Angeles           | Estados Unidos        | Anfiteatro Gibson                             |
| 7 | 22 de Setembro de 2005  | Los Angeles           | Estados Unidos        | Anfiteatro Gibson                             |
| 8 | 23 de Setembro de 2005  | Los Angeles           | Estados Unidos        | Anfiteatro Gibson                             |
| 9 | 24 de Setembro de 2005  | Los Angeles           | Estados Unidos        | Anfiteatro Gibson                             |
| 10 | 25 de Setembro de 2005  | Los Angeles           | Estados Unidos        | Anfiteatro Gibson                             |
| 11 | 28 de Setembro de 2005  | São José              | Estados Unidos        | HP Pavilion                                   |
| 12 | 30 de Setembro de 2005  | Tucson                | Estados Unidos        | Anselmo Valencia Tori Amphitheater            |
| 13 | 1 de Outubro de 2005    | Phoenix               | Estados Unidos        | America West Arena                            |
| 14 | 2 de Outubro de 2005    | Palm Springs          | Estados Unidos        | Indian Wells Tennis Garden                    |
| 15 | 4 de Outubro de 2005    | Denver                | Estados Unidos        | Magness Arena                                 |
| 16 | 8 de Outubro de 2005    | El Paso               | Estados Unidos        | El Paso County Coliseum                       |
| 17 | 9 de Outubro de 2005    | El Paso               | Estados Unidos        | El Paso County Coliseum                       |
| 18 | 11 de Outubro de 2005   | Hidalgo               | Estados Unidos        | Dodge Arena                                   |
| 19 | 12 de Outubro de 2005   | Hidalgo               | Estados Unidos        | Dodge Arena                                   |
| 20 | 13 de Outubro de 2005   | San Antonio           | Estados Unidos        | SBC Center                                    |
| 21 | 15 de Outubro de 2005   | Corpus Christi        | Estados Unidos        | American Bank Center                          |
| 22 | 16 de Outubro de 2005   | Houston               | Estados Unidos        | Toyota Center                                 |
| 23 | 18 de Outubro de 2005   | Chicago               | Estados Unidos        | Allstate Arena                                |
| 24 | 20 de Outubro de 2005   | Boston                | Estados Unidos        | Agganis Arena                                 |
| 25 | 21 de Outubro de 2005   | Ledyard               | Estados Unidos        | Foxwoods Resort Casino                        |
| 26 | 22 de Outubro de 2005   | Atlantic City         | Estados Unidos        | Trump Taj Mahal                               |
| 27 | 23 de Outubro de 2005   | Nova York             | Estados Unidos        | Madison Square Garden                         |
| 28 | 25 de Outubro de 2005   | Washington, D.C.      | Estados Unidos        | Patriot Center                                |
| 29 | 26 de Outubro de 2005   | Charlotte             | Estados Unidos        | Bojangles' Coliseum                           |
| Os shows dos dias 28 e 29 de Outubro na American Airlines Arena em Miami foram cancelados e remarcados para 29 e 30 de Novembro. |                         |                       |                       |                                               |
| 30 | 30 de Outubro de 2005   | Orlando               | Estados Unidos        | Amway Arena                                   |
| 31 | 1 de Novembro de 2005   | Raleigh               | Estados Unidos        | RBC Center                                    |
| 32 | 2 de Novembro de 2005   | Atlanta               | Estados Unidos        | Arena at Gwinnett Center                      |
| 33 | 4 de Novembro de 2005   | Austin                | Estados Unidos        | Frank Erwin Center                            |
| 34 | 5 de Novembro de 2005   | Dallas                | Estados Unidos        | Nokia Theatre                                 |
| 35 | 6 de Novembro de 2005   | Laredo                | Estados Unidos        | Laredo Entertainment Center                   |
| América do Sul I |                         |                       |                       |                                               |
| 36 | 10 de Novembro de 2005  | Buenos Aires          | Argentina             | Estádio José Amalfitani                       |
| 37 | 11 de Novembro de 2005  | Buenos Aires          | Argentina             | Estádio José Amalfitani                       |
| 38 | 12 de Novembro de 2005  | Buenos Aires          | Argentina             | Estádio José Amalfitani                       |
| 39 | 14 de Novembro de 2005  | Punta del Este        | Uruguai               | Punta del Este Resort & Casino                |
| 40 | 16 de Novembro de 2005  | Córdoba               | Argentina             | Estádio Superdomo Orfeo                       |
| 41 | 17 de Novembro de 2005  | Córdoba               | Argentina             | Estádio Superdomo Orfeo                       |
| 42 | 19 de Novembro de 2005  | Santiago              | Chile                 | Estádio Nacional de Chile                     |
| 43 | 20 de Novembro de 2005  | Viña del Mar          | Chile                 | Anfiteatro de la Quinta Vergara               |
| América do Norte II |                         |                       |                       |                                               |
| 44 | 25 de Novembro de 2005  | Monterrei             | México                | Cintermex                                     |
| 45 | 29 de Novembro de 2005  | Miami                 | Estados Unidos        | American Airlines Arena                       |
| 46 | 30 de Novembro de 2005  | Miami                 | Estados Unidos        | American Airlines Arena                       |
| Segunda parte (Primeiro semestre de 2006)                                                                                        |                         |                       |                       |                                               |
| América do Norte III |                         |                       |                       |                                               |
| 47 | 18 de Janeiro de 2006   | Cidade do México      | México                | Auditorio Nacional                            |
| 48 | 19 de Janeiro de 2006   | Cidade do México      | México                | Auditorio Nacional                            |
| 49 | 20 de Janeiro de 2006   | Cidade do México      | México                | Auditorio Nacional                            |
| 50 | 21 de Janeiro de 2006   | Cidade do México      | México                | Auditorio Nacional                            |
| 51 | 22 de Janeiro de 2006   | Cidade do México      | México                | Auditorio Nacional                            |
| 52 | 25 de Janeiro de 2006   | Cidade do México      | México                | Auditorio Nacional                            |
| 53 | 26 de Janeiro de 2006   | Cidade do México      | México                | Auditorio Nacional                            |
| 54 | 27 de Janeiro de 2006   | Cidade do México      | México                | Auditorio Nacional                            |
| 55 | 28 de Janeiro de 2006   | Cidade do México      | México                | Auditorio Nacional                            |
| 56 | 29 de Janeiro de 2006   | Cidade do México      | México                | Auditorio Nacional                            |
| 57 | 1 de Fevereiro de 2006  | Cidade do México      | México                | Auditorio Nacional                            |
| 58 | 2 de Fevereiro de 2006  | Cidade do México      | México                | Auditorio Nacional                            |
| 59 | 3 de Fevereiro de 2006  | Cidade do México      | México                | Auditorio Nacional                            |
| 60 | 4 de Fevereiro de 2006  | Cidade do México      | México                | Auditorio Nacional                            |
| 61 | 5 de Fevereiro de 2006  | Cidade do México      | México                | Auditorio Nacional                            |
| 62 | 8 de Fevereiro de 2006  | Cidade do México      | México                | Auditorio Nacional                            |
| 63 | 9 de Fevereiro de 2006  | Cidade do México      | México                | Auditorio Nacional                            |
| 64 | 10 de Fevereiro de 2006 | Cidade do México      | México                | Auditorio Nacional                            |
| 65 | 11 de Fevereiro de 2006 | Cidade do México      | México                | Auditorio Nacional                            |
| 66 | 12 de Fevereiro de 2006 | Cidade do México      | México                | Auditorio Nacional                            |
| 67 | 14 de Fevereiro de 2006 | Cidade do México      | México                | Auditorio Nacional                            |
| 68 | 15 de Fevereiro de 2006 | Cidade do México      | México                | Auditorio Nacional                            |
| 69 | 16 de Fevereiro de 2006 | Cidade do México      | México                | Auditorio Nacional                            |
| 70 | 19 de Fevereiro de 2006 | Cidade do México      | México                | Auditorio Nacional                            |
| 71 | 20 de Fevereiro de 2006 | Cidade do México      | México                | Auditorio Nacional                            |
| 72 | 21 de Fevereiro de 2006 | Cidade do México      | México                | Auditorio Nacional                            |
| 73 | 24 de Fevereiro de 2006 | Cidade do México      | México                | Auditorio Nacional                            |
| 74 | 25 de Fevereiro de 2006 | Cidade do México      | México                | Auditorio Nacional                            |
| 75 | 26 de Fevereiro de 2006 | Cidade do México      | México                | Auditorio Nacional                            |
| 76 | 27 de Fevereiro de 2006 | Cidade do México      | México                | Auditorio Nacional                            |
| 77 | 2 de Março de 2006      | Monterrei             | México                | Arena Monterrey                               |
| 78 | 3 de Março de 2006      | Monterrei             | México                | Arena Monterrey                               |
| 79 | 4 de Março de 2006      | Monterrei             | México                | Arena Monterrey                               |
| 80 | 5 de Março de 2006      | Monterrei             | México                | Arena Monterrey                               |
| 81 | 7 de Março de 2006      | Chihuahua             | México                | Estádio Chihuahua                             |
| 82 | 8 de Março de 2006      | Torreón               | México                | Estádio Corona                                |
| 83 | 10 de Março de 2006     | Acapulco              | México                | Mayan Palace                                  |
| 84 | 12 de Março de 2006     | Veracruz              | México                | Estádio Luis "Pirata" Fuente                  |
| 85 | 14 de Março de 2006     | Villahermosa          | México                | Parque Tabasco                                |
| 86 | 16 de Março de 2006     | Mérida                | México                | Estádio Carlos Iturralde                      |
| 87 | 17 de Março de 2006     | Cancún                | México                | Mayan Palace                                  |
| 88 | 19 de Março de 2006     | Puebla                | México                | Estádio Cuauhtémoc                            |
| 89 | 21 de Março de 2005     | Aguascalientes        | México                | Estádio Victoria                              |
| 90 | 22 de Março de 2006     | Guadalajara           | México                | Estádio Tres de Marzo                         |
| 91 | 23 de Março de 2006     | Guadalajara           | México                | Estádio Tres de Marzo                         |
| 92 | 25 de Março de 2006     | Puerto Vallarta       | México                | Mayan Palace                                  |
| 93 | 28 de Março de 2006     | Culiacán              | México                | Estádio Banorte                               |
| 94 | 31 de Março de 2006     | Hermosillo            | México                | Expo Forum                                    |
| 95 | 2 de Abril de 2006      | Mexicali              | México                | Estádio Casas GEO                             |
| 96 | 3 de Abril de 2006      | Tijuana               | México                | El Foro                                       |
| 97 | 4 de Abril de 2006      | Tijuana               | México                | Estádio Caliente                              |
| 98 | 7 de Abril de 2006      | Sacramento            | Estados Unidos        | Arco Arena                                    |
| 99 | 8 de Abril de 2006      | Anaheim               | Estados Unidos        | Arrowhead Pond                                |
| 100 | 9 de Abril de 2006      | San Diego             | Estados Unidos        | Cox Arena                                     |
| 101 | 13 de Abril de 2006     | Los Angeles           | Estados Unidos        | Staples Center                                |
| 102 | 15 de Abril de 2006     | Las Vegas             | Estados Unidos        | Mandalay Bay Events Center                    |
| Terceira parte (Segundo semestre de 2006)                                                                                        |                         |                       |                       |                                               |
| América do Norte IV |                         |                       |                       |                                               |
| 103 | 22 de Novembro de 2006  | Cancún                | México                | Lagos del Sol Golf Club                       |
| 104 | 1 de Dezembro de 2006   | Ensenada              | México                | Terminal de Cruceros                          |
| 105 | 5 de Dezembro de 2006   | Tijuana               | México                | Hipodromo Agua Caliente                       |
| 106 | 8 de Dezembro de 2006   | Cidade do México      | México                | Centro Banamex                                |
| 107 | 10 de Dezembro de 2006  | Guadalajara           | México                | Guadalajara Country Club                      |
| Quarta parte (Primavera de 2007)                                                                                                 |                         |                       |                       |                                               |
| Europa |                         |                       |                       |                                               |
| 108 | 27 de Abril de 2007     | Granada               | Espanha               | Palacio de los Deportes                       |
| 109 | 30 de Abril de 2007     | Barcelona             | Espanha               | Palau Sant Jordi                              |
| 110 | 1 de Maio de 2007       | Múrcia                | Espanha               | Plaza de Toros                                |
| 111 | 3 de Maio de 2007       | Bilbau                | Espanha               | Bizcaia Arena                                 |
| 112 | 4 de Maio de 2007       | Castelló de la Plana  | Espanha               | Plaza de Toros                                |
| 113 | 5 de Maio de 2007       | Elche                 | Espanha               | Ciudad Deportiva                              |
| 114 | 8 de Maio de 2007       | Las Palmas            | Espanha               | Estádio Gran Canaria                          |
| 115 | 10 de Maio de 2007      | Corunha               | Espanha               | Coliseum A Coruña                             |
| 116 | 11 de Maio de 2007      | Salamanca             | Espanha               | Plaza de Toros                                |
| 117 | 12 de Maio de 2007      | Madrid                | Espanha               | Palacio de Deportes de la Comunidad de Madrid |
| 118 | 13 de Maio de 2007      | Madrid                | Espanha               | Palacio de Deportes de la Comunidad de Madrid |
| América do Sul II |                         |                       |                       |                                               |
| 119 | 18 de Maio de 2007      | Valencia              | Venezuela             | Forum de Valencia                             |
| 120 | 20 de Maio de 2007      | Maracaibo             | Venezuela             | Estadio Maracaibo                             |
| 121 | 25 de Maio de 2007      | Caracas               | Venezuela             | Poliedro de Caracas                           |
| 122 | 26 de Maio de 2007      | Caracas               | Venezuela             | Estadio de la UCV                             |
| Quinta parte (Setembro de 2007)                                                                                                  |                         |                       |                       |                                               |
| Estados Unidos V |                         |                       |                       |                                               |
| 123 | 14 de Setembro de 2007  | Las Vegas             | Estados Unidos        | The Colosseum at Caesars Palace               |
| 124 | 15 de Setembro de 2007  | Las Vegas             | Estados Unidos        | The Colosseum at Caesars Palace               |
| 125 | 16 de Setembro de 2007  | Las Vegas             | Estados Unidos        | The Colosseum at Caesars Palace               |
| 126 | 20 de Setembro de 2007  | Santa Ynez            | Estados Unidos        | Chumash Casino                                |
| 127 | 21 de Setembro de 2007  | Concord               | Estados Unidos        | Sleep Train Pavilion                          |
| 128 | 22 de Setembro de 2007  | Salinas               | Estados Unidos        | Salinas Sports Complex                        |
| 129 | 23 de Setembro de 2007  | Devore                | Estados Unidos        | Hyundai Pavilion                              |
| Total | 740 dias                | 70 cidades            | 7 países              | 81 locais                                     |

Notas:
- O terceiro show em Buenos Aires na Argentina foi gravado pelo Canal 13.
- O primeiro show em Santiago no Chile, foi gravado pelo canal TVN.

### Vendas
| Local                       | Cidade           | Ingressos vendidos / A venda | Lucro          |
| --------------------------- | ---------------- | ---------------------------- | -------------- |
| Coors Amphitheatre          | Chula Vista      | 11,583 / 11,858 (98%)        | US$ 753,640    |
| Gibson Amphitheatre         | Los Angeles      | 32,000 / 32,000 (100%)       | US$ 3,133,975  |
| Mandalay Bay Events Center  | Las Vegas        | 8,864 / 9,285 (95%)          | US$ 859,005    |
| HP Pavilion                 | São José         | 10,268 / 10,268 (100%)       | US$ 650,870    |
| Indian Wells Tennis Garden  | Palm Springs     | 4,099 / 6,801 (60%)          | US$ 383,710    |
| El Paso Country Coliseum    | El Paso          | 17,166 / 21,605 (79%)        | US$ 811,551    |
| Dodge Arena                 | Hidalgo          | 9,856 / 10,921 (90%)         | US$ 963,130    |
| SBC Center                  | San Antonio      | 6,066 / 12,668 (48%)         | US$ 383,100    |
| Toyota Center               | Houston          | 8,983 / 12,037 (75%)         | US$ 588,035    |
| Allstate Arena              | Chicago          | 7,844 / 10,263 (76%)         | US$ 674,340    |
| Madison Square Garden       | Nova York        | 11,160 / 14,943 (75%)        | US$ 1,082,931  |
| Frank Erwin Center          | Austin           | 5,834 / 6,916 (84%)          | US$ 442,330    |
| Laredo Entertainment Center | Laredo           | 7,345 / 9,285 (79%)          | US$ 554,077    |
| American Airlines Arena     | Miami            | 19,383 / 25,870 (75%)        | US$ 1,465,426  |
| Auditorio Nacional          | Cidade do México | 267,528 / 283,590 (94%)      | US$ 19,286,000 |
| Arrowhead Pond              | Anaheim          | 11,202 / 11,202 (100%)       | US$ 1,047,239  |
| Estadio de Béisbol de UCV   | Caracas          | 9,312 / 13,112 (71%)         | US$ 641,187    |
| Estadio Luis Aparicio       | Maracaibo        | 4,793 / 4,793 (100%)         | US$ 410,876    |
| Forum de Valencia           | Valencia         | 1,470 / 1,851 (79%)          | US$ 334,940    |
| Poliedro de Caracas         | Caracas          | 412 / 616 (67%)              | US$ 207,163    |
| Colosseum at Caesars Palace | Las Vegas        | 12,083 / 12,083 (100%)       | US$ 1,578,904  |
| Sleep Train Pavilion        | Concord          | 10,834 / 12,500 (87%)        | US$ 355,092    |
| Hyundai Pavilion            | Devore           | 13,684 / 18,136 (75%)        | US$ 465,075    |
| Total                       | Total            | 491,535 / 551,919 (89%)      | US$ 37,072,596 |

### Formação
- Vocal: Luis Miguel
- Acústico e guitarra: Todd Robinson
- Baixo elétrico: Lalo Carrillo
- Teclado: Francisco Loyo
- Bateria: Victor Loyo
- Percussão: Tommy Aros
- Saxofone: Jeff Nathanson
- Trompete: Francisco Abonce
- Trombone: Alejandro Carballo

## Cómplices Tour
A Cómplices Tour foi uma turnê promovida pelo cantor mexicano Luis Miguel para divulgar o álbum Cómplices. Passou pelos Estados Unidos, México, Argentina, Chile, Uruguai, Porto Rico, República Dominicana e pela primeira vez no Canadá.

### Set list
3 de setembro de 2008-15 de novembro de 2008
| N.º | Título                                                                             | Álbum original                                                | Duração |  |
| 1.  | "Intro (Intromix)"                                                                 |                                                               |         |  |
| 2.  | "Tu Imaginación"                                                                   | Cómplices                                                     |         |  |
| 3.  | "Suave"                                                                            | Aries                                                         |         |  |
| 4.  | "Tú y Yo"                                                                          | Aries                                                         |         |  |
| 5.  | "Hasta Qué Me Olvides"                                                             | Aries                                                         |         |  |
| 6.  | "Medley ("No Me Platiques Más"/"No Sé Tú"/"El Día Qué Me Quieras")"                | Romance/Segundo Romance                                       |         |  |
| 7.  | "Medley ("Inovidable"/"Bésame Mucho"/"La Última Noche"/"Amor, Amor, Amor")"        | Romance/Romances/Mis Romances                                 |         |  |
| 8.  | "Intro"                                                                            |                                                               |         |  |
| 9.  | "Pensar en Tí"                                                                     | Aries                                                         |         |  |
| 10. | "Te Necesito"                                                                      | 33                                                            |         |  |
| 11. | "Amarte es Un Placer"                                                              | Amarte es Un Placer                                           |         |  |
| 12. | "O Tú o Ninguna"                                                                   | Amarte es Un Placer                                           |         |  |
| 13. | "Quiero"                                                                           | Amarte es Un Placer                                           |         |  |
| 14. | "Bravo Amor Bravo"                                                                 | Cómplices                                                     |         |  |
| 15. | "Estrenando Amor"                                                                  | Cómplices                                                     |         |  |
| 16. | "Si Tú Te Atreves"                                                                 | Cómplices                                                     |         |  |
| 17. | "Medley ("Si Nos Dejan"/"Échame a Mí la Culpa"/"Sabes Una Cosa")"                  | El Concierto/México en la Piel/México en la Piel: Bonus Track |         |  |
| 18. | "Medley ("Mucho Corazón"/"La Media Vuelta"/"Amorcito Corazón")"                    | Romance/Segundo Romance/Mis Romances                          |         |  |
| 19. | "Medley ("Qué Seas Feliz"/"Y"/"De Qué Manera Te Olvido"/"La Bikina"/"El Viajero")" | México en la Piel/Vivo                                        |         |  |
| 20. | "Qué Nivel de Mujer"                                                               | Aries                                                         |         |  |
| 21. | "Será Qué No Me Amas"                                                              | 20 Años                                                       |         |  |
| 22. | "Intro"                                                                            |                                                               |         |  |
| 23. | "Es Mejor"                                                                         | Soy Como Quiero Ser                                           |         |  |
| 24. | "Tu Imaginación (Reprise)"                                                         | Cómplices                                                     |         |  |

20 de novembro de 2008 - 5 de dezembro de 2008
| N.º | Título | Álbum original                                               | Duração |  |
| 1.  | "Intro (Intromix)" |                                                              |         |  |
| 2.  | "Tu Imaginación" | Cómplices                                                    |         |  |
| 3.  | "Suave" | Aries                                                        |         |  |
| 4.  | "Tú y Yo" | Aries                                                        |         |  |
| 5.  | "Si Te Vás" | Nada es Igual                                                |         |  |
| 6.  | "Hasta Qué Me Olvides" | Aries                                                        |         |  |
| 7.  | "Medley ("No Me Platiques Más"/"No Sé Tú"/"El Día Qué Me Quieras")"                                                                | Romance/Segundo Romance                                      |         |  |
| 8.  | "Medley ("Inovidable"/"Bésame Mucho"/"La Última Noche"/"Amor, Amor, Amor")"                                                        | Romance/Romances/Mis Romances                                |         |  |
| 9.  | "Intro" |                                                              |         |  |
| 10. | "Pensar en Tí" | Aries                                                        |         |  |
| 11. | "Te Necesito" | 33                                                           |         |  |
| 12. | "Amarte es Un Placer" | Amarte es Un Placer                                          |         |  |
| 13. | "O Tú o Ninguna" | Amarte es Un Placer                                          |         |  |
| 14. | "Quiero" | Amarte es Un Placer                                          |         |  |
| 15. | "Bravo Amor Bravo" | Cómplices                                                    |         |  |
| 16. | "Estrenando Amor" | Cómplices                                                    |         |  |
| 17. | "Si Tú Te Atreves" | Cómplices                                                    |         |  |
| 18. | "Medley ("Decídete"/"Lo Muchachos de Hoy"/"Ahora Te Puedes Marchar"/"La Chica del Bikini Azul"/"Isabel"/"Cuándo Calienta el Sol")" | Decídete/Fiebre de Amor/Soy Como Quiero Ser/Palabra de Honor |         |  |
| 19. | "Qué Nivel de Mujer" | Aries                                                        |         |  |
| 20. | "Será Qué No Me Amas" | 20 Años                                                      |         |  |

20 de janeiro de 2009-8 de março de 2009
| N.º | Título                                                                             | Álbum original                                                | Duração |  |
| 1.  | "Intro (Intromix)"                                                                 |                                                               |         |  |
| 2.  | "Tu Imaginación"                                                                   | Cómplices                                                     |         |  |
| 3.  | "Suave"                                                                            | Aries                                                         |         |  |
| 4.  | "Tú y Yo"                                                                          | Aries                                                         |         |  |
| 5.  | "Apresentação"                                                                     |                                                               |         |  |
| 6.  | "Si Te Vás"                                                                        | Nada es Igual                                                 |         |  |
| 7.  | "Hasta Qué Me Olvides"                                                             | Aries                                                         |         |  |
| 8.  | "Medley ("No Me Platiques Más"/"No Sé Tú"/"El Día Qué Me Quieras")"                | Romance/Segundo Romance                                       |         |  |
| 9.  | "Medley ("Inovidable"/"Bésame Mucho"/"La Últma Noche"/"Amor, Amor, Amor")"         | Romance/Romances/Mis Romances                                 |         |  |
| 10. | "Intro"                                                                            |                                                               |         |  |
| 11. | "Pensar en Tí"                                                                     | Aries                                                         |         |  |
| 12. | "Te Necesito"                                                                      | 33                                                            |         |  |
| 13. | "Amarte es Un Placer"                                                              | Amarte es Un Placer                                           |         |  |
| 14. | "Medley ("Entrégate"/"La Incondicional")"                                          | 20 Años/Busca Una Mujer                                       |         |  |
| 15. | "Quiero"                                                                           | Amarte es Un Placer                                           |         |  |
| 16. | "Bravo Amor Bravo"                                                                 | Cómplices                                                     |         |  |
| 17. | "Estrenando Amor"                                                                  | Cómplices                                                     |         |  |
| 18. | "Si Tú Te Atreves"                                                                 | Cómplices                                                     |         |  |
| 19. | "Medley ("Si Nos Dejan"/"Échame a Mí la Culpa"/"Sabes Una Cosa")"                  | El Concierto/México en la Piel/México en la Piel: Bonus Track |         |  |
| 20. | "Medley ("Qué Seas Feliz"/"Y"/"De Qué Manera Te Olvido"/"La Bikina"/"El Viajero")" | México en la Piel/Vivo                                        |         |  |
| 21. | "Qué Nivel de Mujer"                                                               | Aries                                                         |         |  |
| 22. | "Será Qué No Me Amas"                                                              | 20 Años                                                       |         |  |
| 23. | "Intro"                                                                            |                                                               |         |  |
| 24. | "Es Mejor"                                                                         | Soy Como Quiero Ser                                           |         |  |
| 25. | "Tu Imaginación (Reprise)"                                                         | Cómplices                                                     |         |  |

12 de setembro de 2009-15 de setembro de 2009
| N.º | Título                                                                             | Álbum original                                                | Duração |  |
| 1.  | "Intro (Intromix)"                                                                 |                                                               |         |  |
| 2.  | "Vuelve"                                                                           | 33                                                            |         |  |
| 3.  | "Suave"                                                                            | Aries                                                         |         |  |
| 4.  | "Sol, Arena y Mar"                                                                 | Amarte es Un Placer                                           |         |  |
| 5.  | "O Tú o Ninguna"                                                                   | Amarte es Un Placer                                           |         |  |
| 6.  | "Come Fly with Me"                                                                 | Duets II                                                      |         |  |
| 7.  | "Si Te Vás"                                                                        | Nada es Igual                                                 |         |  |
| 8.  | "Hasta Qué Me Olvides"                                                             | Aries                                                         |         |  |
| 9.  | "Medley ("Inovidable"/"Bésame Mucho"/"La Últma Noche"/"Amor, Amor, Amor")"         | Romance/Romances/Mis Romances                                 |         |  |
| 10. | "Intro"                                                                            |                                                               |         |  |
| 11. | "Devuélveme el Amor"                                                               | 33                                                            |         |  |
| 12. | "Te Necesito"                                                                      | 33                                                            |         |  |
| 13. | "Medley ("Entrégate"/"La Incondicional")"                                          | 20 Años/Busca Una Mujer                                       |         |  |
| 14. | "Tú Sólo Tú"                                                                       | Amarte es Un Placer                                           |         |  |
| 15. | "El Son de Negra"                                                                  |                                                               |         |  |
| 16. | "Medley ("Si Nos Dejan"/"Échame a Mí la Culpa"/"Sabes Una Cosa")"                  | El Concierto/México en la Piel/México en la Piel: Bonus Track |         |  |
| 17. | "El Rey"                                                                           | El Concierto                                                  |         |  |
| 18. | "Entrega Total"                                                                    | México en la Piel                                             |         |  |
| 19. | "Medley ("Qué Seas Feliz"/"Y"/"De Qué Manera Te Olvido"/"La Bikina"/"El Viajero")" | México en la Piel/Vivo                                        |         |  |
| 20. | "Qué Nivel de Mujer"                                                               | Aries                                                         |         |  |
| 21. | "Será Qué No Me Amas"                                                              | 20 Años                                                       |         |  |
| 22. | "Intro"                                                                            |                                                               |         |  |
| 23. | "Medley ("Como es Possible Qué a Mí Lado"/"Te Propongo Esta Noche")"               | Nada es Igual/Amarte es Un Placer                             |         |  |

### Datas
| # | Data                    | Cidade                | País                  | Local                             |
| Primeira parte (2008)                                                                                           | Primeira parte (2008)   | Primeira parte (2008) | Primeira parte (2008) | Primeira parte (2008)             |
| América do Norte                                                                                                | América do Norte        | América do Norte      | América do Norte      | América do Norte                  |
| --- | ----------------------- | --------------------- | --------------------- | --------------------------------- |
| 1 | 3 de Setembro de 2008   | Seattle               | Estados Unidos        | WaMu Theatre                      |
| 2 | 5 de Setembro de 2008   | Sacramento            | Estados Unidos        | ARCO Arena                        |
| 3 | 6 de Setembro de 2008   | São José              | Estados Unidos        | HP Pavilion                       |
| 4 | 7 de Setembro de 2008   | Lago Tahoe            | Estados Unidos        | Harveys Outdoor Arena             |
| 5 | 10 de Setembro de 2008  | Santa Bárbara         | Estados Unidos        | Santa Barbara Bowl                |
| 6 | 12 de Setembro de 2008  | Las Vegas             | Estados Unidos        | The Colosseum at Caesars Palace   |
| 7 | 13 de Setembro de 2008  | Las Vegas             | Estados Unidos        | The Colosseum at Caesars Palace   |
| 8 | 14 de Setembro de 2008  | Las Vegas             | Estados Unidos        | The Colosseum at Caesars Palace   |
| 9 | 15 de Setembro de 2008  | Las Vegas             | Estados Unidos        | The Colosseum at Caesars Palace   |
| 10 | 17 de Setembro de 2008  | Tucson                | Estados Unidos        | AVA Amphitheater                  |
| 11 | 19 de Setembro de 2008  | Phoenix               | Estados Unidos        | Dodge Theatre                     |
| O show marcado para 20 de Setembro no Indian Wells Tennis Garden em Palm Springs foi cancelado e não remarcado. |                         |                       |                       |                                   |
| 12 | 21 de Setembro de 2008  | San Diego             | Estados Unidos        | Cricket Wireless Amphitheatre     |
| 13 | 24 de Setembro de 2008  | Fresno                | Estados Unidos        | Save Mart Center                  |
| 14 | 26 de Setembro de 2008  | Los Angeles           | Estados Unidos        | Nokia Theatre                     |
| 15 | 27 de Setembro de 2008  | Los Angeles           | Estados Unidos        | Nokia Theatre                     |
| 16 | 28 de Setembro de 2008  | Los Angeles           | Estados Unidos        | Nokia Theatre                     |
| 17 | 2 de Outubro de 2008    | Denver                | Estados Unidos        | Broomfield Event Center           |
| 18 | 4 de Outubro de 2008    | El Paso               | Estados Unidos        | Coliseu El Paso County            |
| 19 | 5 de Outubro de 2008    | El Paso               | Estados Unidos        | Coliseu El Paso County            |
| 20 | 8 de Outubro de 2008    | Hidalgo               | Estados Unidos        | Dodge Arena                       |
| 21 | 9 de Outubro de 2008    | Hidalgo               | Estados Unidos        | Dodge Arena                       |
| 22 | 11 de Outubro de 2008   | Laredo                | Estados Unidos        | Laredo Entertainment Center       |
| 23 | 12 de Outubro de 2008   | Houston               | Estados Unidos        | Toyota Center                     |
| 24 | 14 de Outubro de 2008   | San Antonio           | Estados Unidos        | AT&T Center                       |
| 25 | 15 de Outubro de 2008   | Austin                | Estados Unidos        | Frank Erwin Center                |
| 26 | 16 de Outubro de 2008   | Dallas                | Estados Unidos        | Verizon Theatre at Grand Prairie  |
| 27 | 18 de Outubro de 2008   | Kansas City           | Estados Unidos        | Sprint Center                     |
| 28 | 19 de Outubro de 2008   | Minneapolis           | Estados Unidos        | Northrop Auditorium               |
| 29 | 23 de Outubro de 2008   | Chicago               | Estados Unidos        | Allstate Arena                    |
| 30 | 25 de Outubro de 2008   | Uncasville            | Estados Unidos        | Mohegan Sun Arena                 |
| 31 | 26 de Outubro de 2008   | Fairfax               | Estados Unidos        | Patriot Center                    |
| 32 | 29 de Outubro de 2008   | Toronto               | Canadá                | Powerade Centre                   |
| 33 | 31 de Outubro de 2008   | Nova York             | Estados Unidos        | Madison Square Garden             |
| 34 | 1 de Novembro de 2008   | Atlantic City         | Estados Unidos        | Borgata Event Center              |
| 35 | 2 de Novembro de 2008   | Charlotte             | Estados Unidos        | Cricket Arena                     |
| 36 | 6 de Novembro de 2008   | Estero                | Estados Unidos        | Germain Arena                     |
| 37 | 7 de Novembro de 2008   | Miami                 | Estados Unidos        | American Airlines Arena           |
| 38 | 8 de Novembro de 2008   | Miami                 | Estados Unidos        | American Airlines Arena           |
| 39 | 9 de Novembro de 2008   | Orlando               | Estados Unidos        | Amway Arena                       |
| 40 | 12 de Novembro de 2008  | Santo Domingo         | República Dominicana  | Estadio Olímpico Félix Sánchez    |
| 41 | 14 de Novembro de 2008  | San Juan              | Porto Rico            | San Juan Resort & Casino          |
| 42 | 15 de Novembro de 2008  | San Juan              | Porto Rico            | Coliseu José Miguel Agrelot       |
| América do Sul                                                                                                  |                         |                       |                       |                                   |
| 43 | 20 de Novembro de 2008  | Santiago              | Chile                 | Movistar Arena                    |
| 44 | 21 de Novembro de 2008  | Santiago              | Chile                 | Movistar Arena                    |
| 45 | 22 de Novembro de 2008  | Santiago              | Chile                 | Movistar Arena                    |
| 46 | 23 de Novembro de 2008  | Santiago              | Chile                 | Movistar Arena                    |
| 47 | 25 de Novembro de 2008  | Mendoza               | Argentina             | Estádio Malvinas Argentinas       |
| 48 | 27 de Novembro de 2008  | Buenos Aires          | Argentina             | Estádio José Amalfitani           |
| 49 | 28 de Novembro de 2008  | Buenos Aires          | Argentina             | Estádio José Amalfitani           |
| 50 | 29 de Novembro de 2008  | Buenos Aires          | Argentina             | Estádio José Amalfitani           |
| 51 | 30 de Novembro de 2008  | Buenos Aires          | Argentina             | Estádio José Amalfitani           |
| 52 | 2 de Dezembro de 2008   | Córdova               | Argentina             | Estádio Olímpico Chateau Carreras |
| 53 | 3 de Dezembro de 2008   | Rosário               | Argentina             | Estádio Gigante de Arroyito       |
| 54 | 5 de Dezembro de 2008   | Punta del Este        | Uruguai               | Punta del Este Resort & Casino    |
| Segunda parte (Primeiro semestre de 2009)                                                                       |                         |                       |                       |                                   |
| América do Norte II                                                                                             |                         |                       |                       |                                   |
| 55 | 20 de Janeiro de 2009   | Cidade do México      | México                | Auditorio Nacional                |
| 56 | 21 de Janeiro de 2009   | Cidade do México      | México                | Auditorio Nacional                |
| 57 | 23 de Janeiro de 2009   | Cidade do México      | México                | Auditorio Nacional                |
| 58 | 24 de Janeiro de 2009   | Cidade do México      | México                | Auditorio Nacional                |
| 59 | 25 de Janeiro de 2009   | Cidade do México      | México                | Auditorio Nacional                |
| 60 | 27 de Janeiro de 2009   | Cidade do México      | México                | Auditorio Nacional                |
| 61 | 28 de Janeiro de 2009   | Cidade do México      | México                | Auditorio Nacional                |
| 62 | 30 de Janeiro de 2009   | Cidade do México      | México                | Auditorio Nacional                |
| 63 | 31 de Janeiro de 2009   | Cidade do México      | México                | Auditorio Nacional                |
| 64 | 1 de Fevereiro de 2009  | Cidade do México      | México                | Auditorio Nacional                |
| 65 | 3 de Fevereiro de 2009  | Cidade do México      | México                | Auditorio Nacional                |
| 66 | 4 de Fevereiro de 2009  | Cidade do México      | México                | Auditorio Nacional                |
| 67 | 6 de Fevereiro de 2009  | Cidade do México      | México                | Auditorio Nacional                |
| 68 | 7 de Fevereiro de 2009  | Cidade do México      | México                | Auditorio Nacional                |
| 69 | 8 de Fevereiro de 2008  | Cidade do México      | México                | Auditorio Nacional                |
| 70 | 12 de Fevereiro de 2008 | Guadalajara           | México                | Telmex Auditorium                 |
| 71 | 13 de Fevereiro de 2009 | Guadalajara           | México                | Telmex Auditorium                 |
| 72 | 14 de Fevereiro de 2009 | Guadalajara           | México                | Telmex Auditorium                 |
| 73 | 15 de Fevereiro de 2009 | Guadalajara           | México                | Telmex Auditorium                 |
| 74 | 19 de Fevereiro de 2009 | Monterrei             | México                | Arena Monterrei                   |
| 75 | 20 de Fevereiro de 2009 | Monterrei             | México                | Arena Monterrei                   |
| 76 | 21 de Fevereiro de 2009 | Monterrei             | México                | Arena Monterrei                   |
| 77 | 22 de Fevereiro de 2009 | Monterrei             | México                | Arena Monterrei                   |
| 78 | 24 de Fevereiro de 2009 | Cidade do México      | México                | Auditorio Nacional                |
| 79 | 25 de Fevereiro de 2009 | Cidade do México      | México                | Auditorio Nacional                |
| 80 | 27 de Fevereiro de 2009 | Cidade do México      | México                | Auditorio Nacional                |
| 81 | 28 de Fevereiro de 2009 | Cidade do México      | México                | Auditorio Nacional                |
| 82 | 1 de Março de 2009      | Cidade do México      | México                | Auditorio Nacional                |
| 83 | 3 de Março de 2009      | Cidade do México      | México                | Auditorio Nacional                |
| 84 | 4 de Março de 2009      | Cidade do México      | México                | Auditorio Nacional                |
| 85 | 6 de Março de 2009      | Cidade do México      | México                | Auditorio Nacional                |
| 86 | 7 de Março de 2009      | Cidade do México      | México                | Auditorio Nacional                |
| 87 | 8 de Março de 2009      | Cidade do México      | México                | Auditorio Nacional                |
| Terceira parte (Segundo semestre de 2009)                                                                       |                         |                       |                       |                                   |
| América do Norte III                                                                                            |                         |                       |                       |                                   |
| 88 | 12 de Setembro de 2009  | Las Vegas             | Estados Unidos        | The Colosseum at Caesars Palace   |
| 89 | 13 de Setembro de 2009  | Las Vegas             | Estados Unidos        | The Colosseum at Caesars Palace   |
| 90 | 14 de Setembro de 2009  | Las Vegas             | Estados Unidos        | The Colosseum at Caesars Palace   |
| 91 | 15 de Setembro de 2009  | Las Vegas             | Estados Unidos        | The Colosseum at Caesars Palace   |
| Total | 377 dias                | 42 cidades            | 8 países              | 42 locais                         |

Notas:
- O terceiro show em Buenos Aires na Argentina foi gravado pelo Canal 13. Foi transmitido no dia 6 de Dezembro.

### Vendas
| Local                           | Cidade           | Ingressos vendidos / A venda | Lucro          |
| ------------------------------- | ---------------- | ---------------------------- | -------------- |
| HP Pavilion                     | São José         | 6,403 / 10,500 (61%)         | US$ 466,213    |
| ARCO Arena                      | Sacramento       | 5,479 / 11,470 (48%)         | US$ 275,752    |
| Harveys Outdoor Arena           | Lago Tahoe       | 2,872 / 3,500 (82%)          | US$ 238,653    |
| Santa Barbara Bowl              | Santa Bárbara    | 2,361 / 4,144 (57%)          | US$ 196,238    |
| The Colosseum at Caesars Palace | Las Vegas        | 30,128 / 32,987 (91%)        | US$ 4,686,158  |
| NOKIA Theatre L.A. Live         | Los Angeles      | 19,153 / 19,153 (100%)       | US$ 2,382,678  |
| Cricket Wireless Amphitheatre   | Chula Vista      | 11,045 / 19,391 (57%)        | US$ 808,575    |
| Broomfield Event Center         | Broomfield       | 3,466 / 4,889 (71%)          | US$ 224,924    |
| Laredo Entertainment Center     | Laredo           | 8,532 / 8,963 (95%)          | US $511,275    |
| Toyota Center                   | Houston          | 9,574 / 10,715 (89%)         | US$ 561,840    |
| Dodge Arena                     | Hidalgo          | 9,111 / 9,111 (100%)         | US$854,705     |
| El Paso County Coliseum         | El Paso          | 9,393 / 9,393 (100%)         | US$ 656,395    |
| Sprint Center                   | Kansas City      | 3,456 / 4,042 (86%)          | US$ 282,800    |
| AT&T Center                     | San Antonio      | 5,527 / 13,537 (41%)         | US$ 341,326    |
| Frank Erwin Center              | Austin           | 4,087 / 4,087 (100%)         | US$ 254,836    |
| Amway Arena                     | Orlando          | 3,189 / 6,132 (52%)          | US$ 239,859    |
| Patriot Center                  | Fairfax          | 2,547 / 5,689 (45%)          | US$ 221,205    |
| Coliseo Jose Miguel Agrelot     | San Juan         | 10,022 / 11,495 (87%)        | US$ 1,126,115  |
| Nokia Theatre                   | Grand Prairie    | 4,742 / 4,742 (100%)         | US$ 439,850    |
| Madison Square Garden           | Nova York        | 10,474 / 12,940 (81%)        | US$ 971,930    |
| Auditorio Nacional              | Cidade do México | 185,978 / 242,075 (77%)      | US$ 11,613,724 |
| Total                           | Total            | 347,539 / 448,955 (77%)      | US$ 27,355,051 |

### Formação
- Vocal: Luis Miguel
- Acústico e guitarra: Todd Robinson
- Baixo elétrico: Lalo Carrillo
- Piano: Francisco Loyo
- Teclado: Salo Loyo
- Bateria: Victor Loyo
- Percussão: Tommy Aros
- Saxofone: Jeff Nathanson
- Trompete: Francisco Abonce e Ramón Flores
- Trombone: Alejandro Carballo
- Vocais de apoio: Maria Entraigues e Kacee Clanton

## Luis Miguel Tour
A Luis Miguel Tour é uma turnê promovida pelo cantor mexicano Luis Miguel para divulgar o álbum Luis Miguel. A partir de 2012, a turnê celebraria os 30 anos de carreira do cantor. Essa turnê marcou a volta do cantor ao Brasil após treze anos e também ao Festival de Viña del Mar no Chile após dezoito anos. Na primeira ocasião, o cantor não se apresentava no país desde a turnê de Amarte es Un Placer em 1999. Na segunda, ele não se apresentava no evento desde 1994. De Setembro a Dezembro de 2014, a turnê foi renomeada para The Hits Tour.

### Set list
15 de setembro de 2010-18 de setembro de 2010
| N.º | Título | Álbum original                                                | Duração |  |
| 1.  | "Intro (In the Stone)" |                                                               |         |  |
| 2.  | "Te Propongo Esta Noche" | Amarte es Un Placer                                           |         |  |
| 3.  | "Suave" | Aries                                                         |         |  |
| 4.  | "Con Tus Besos" | 33                                                            |         |  |
| 5.  | "Apresentação" |                                                               |         |  |
| 6.  | "Tres Palabras" | Luis Miguel                                                   |         |  |
| 7.  | "La Barca" | Romance                                                       |         |  |
| 8.  | "Come Fly with Me" | Duets II                                                      |         |  |
| 9.  | "Medley ("Entrégate"/"La Incondicional")"                                                                                           | 20 Años/Busca Una Mujer                                       |         |  |
| 10. | "Medley ("Inovidable"/"Bésame Mucho"/"La Última Noche"/"Amor, Amor, Amor")"                                                         | Romance/Romances/Mis Romances                                 |         |  |
| 11. | "Tú Sólo Tú" | Amarte es Un Placer                                           |         |  |
| 12. | "Te Necesito" | 33                                                            |         |  |
| 13. | "Intro ("Ay Jalisco No Te Rajes")"                                                                                                  |                                                               |         |  |
| 14. | "México en la Piel" | México en la Piel                                             |         |  |
| 15. | "Entrega Total" | México en la Piel                                             |         |  |
| 16. | "Medley ("Si Nos Dejan"/"Échame a Mí la Culpa"/"Sabes Una Cosa")"                                                                   | El Concierto/México en la Piel/México en la Piel: Bonus Track |         |  |
| 17. | "Medley ("Qué Seas Feliz"/"Y"/"De Qué Manera Te Olvido"/"La Bikina"/"El Viajero")"                                                  | México en la Piel/Vivo                                        |         |  |
| 18. | "Medley ("Decídete"/"Los Muchachos de Hoy"/"Ahora Te Puedes Marchar"/"La Chica del Bikini Azul"/"Isabel"/"Cuándo Calienta el Sol")" | Decídete/Fiebre de Amor/Soy Como Quiero Ser/Palabra de Honor  |         |  |
| 19. | "Medley ("Vuelve"/"Eres"/"Como es Possible Qué a Mí Lado"/"Será Qué No Me Amas"/"Te Propongo Esta Noche")"                          | 33/Nada es Igual/20 Años/Amarte es Un Placer                  |         |  |
| 20. | "Labios de Miel" | Luis Miguel                                                   |         |  |

4 de novembro de 2010-3 de junho de 2011
| N.º | Título | Álbum original                                               | Duração |  |
| 1.  | "Intro (In the Stone)" |                                                              |         |  |
| 2.  | "Te Propongo Esta Noche" | Amarte es Un Placer                                          |         |  |
| 3.  | "Suave" | Aries                                                        |         |  |
| 4.  | "Con Tus Besos" | 33                                                           |         |  |
| 5.  | "Apresentação" |                                                              |         |  |
| 6.  | "Tres Palabras" | Luis Miguel                                                  |         |  |
| 7.  | "La Barca" | Romance                                                      |         |  |
| 8.  | "Volver" | Mis Romances                                                 |         |  |
| 9.  | "Come Fly with Me" | Duets II                                                     |         |  |
| 10. | "O Tú o Ninguna" | Amarte es Un Placer                                          |         |  |
| 11. | "Medley ("No Me Puedes Dejar Así"/"Palabra de Honor"/"Entrégate"/"La Incondicional")"                                               | Decídete/Palabra de Honor/20 Años/Busca Una Mujer            |         |  |
| 12. | "Medley ("Un Hombre Busca Una Mujer"/"Cuestión de Piel"/"Oro de Ley")"                                                              | Busca Una Mujer/20 Años                                      |         |  |
| 13. | "Tú Sólo Tú" | Amarte es Un Placer                                          |         |  |
| 14. | "Te Necesito" | 33                                                           |         |  |
| 15. | "Intro (Piano)" |                                                              |         |  |
| 16. | "No Existen Limites" | Luis Miguel                                                  |         |  |
| 17. | "Ella es Así" | Luis Miguel                                                  |         |  |
| 18. | "Lo Qué Queda a Mí (somente em 2010)"                                                                                               | Luis Miguel                                                  |         |  |
| 19. | "Intro (Trompete)" |                                                              |         |  |
| 20. | "Mujer de Fuego" | Luis Miguel                                                  |         |  |
| 21. | "Qué Nivel de Mujer" | Aries                                                        |         |  |
| 22. | "Medley ("Decídete"/"Los Muchachos de Hoy"/"Ahora Te Puedes Marchar"/"La Chica del Bikini Azul"/"Isabel"/"Cuándo Calienta el Sol")" | Decídete/Fiebre de Amor/Soy Como Quiero Ser/Palabra de Honor |         |  |
| 23. | "Medley ("Vuelve"/"Eres"/"Como es Possible Qué a Mí Lado"/"Será Qué No Me Amas"/"Te Propongo Esta Noche")"                          | 33/Nada es Igual/20 Años/Amarte es Un Placer                 |         |  |
| 24. | "Labios de Miel" | Luis Miguel                                                  |         |  |

4 de junho de 2011-19 de junho de 2011
| N.º | Título | Álbum original                                               | Duração |  |
| 1.  | "Intro (In the Stone)" |                                                              |         |  |
| 2.  | "Te Propongo Esta Noche" | Amarte es Un Placer                                          |         |  |
| 3.  | "Suave" | Aries                                                        |         |  |
| 4.  | "Con Tus Besos" | 33                                                           |         |  |
| 5.  | "Apresentação" |                                                              |         |  |
| 6.  | "Tres Palabras" | Luis Miguel                                                  |         |  |
| 7.  | "La Barca" | Romance                                                      |         |  |
| 8.  | "Medley ("Todo y Nada"/"Sabor a Mí"/"Sin Tí")"                                                                                      | Segundo Romance/Romances                                     |         |  |
| 9.  | "Cuándo Vuelva a Tu Lado" | Romance                                                      |         |  |
| 10. | "Come Fly with Me" | Duets II                                                     |         |  |
| 11. | "O Tú o Ninguna" | Amarte es Un Placer                                          |         |  |
| 12. | "Medley ("No Me Puedes Dejar Así"/"Palabra de Honor"/"Entrégate"/"La Incondicional)"                                                | Decídete/Palabra de Honor/20 Años/Busca Una Mujer            |         |  |
| 13. | "Medley ("Un Hombre Busca Una Mujer"/"Cuestión de Piel"/"Oro de Ley")"                                                              | Busca Una Mujer/20 Años                                      |         |  |
| 14. | "Tú Sólo Tú" | Amarte es Un Placer                                          |         |  |
| 15. | "Te Necesito" | 33                                                           |         |  |
| 16. | "Intro (Piano)" |                                                              |         |  |
| 17. | "No Existen Limites" | Luis Miguel                                                  |         |  |
| 18. | "Intro (Trompete)" |                                                              |         |  |
| 19. | "Mujer de Fuego" | Luis Miguel                                                  |         |  |
| 20. | "Qué Nivel de Mujer" | Aries                                                        |         |  |
| 21. | "Medley ("Decídete"/"Los Muchachos de Hoy"/"Ahora Te Puedes Marchar"/"La Chica del Bikini Azul"/"Isabel"/"Cuándo Calienta el Sol")" | Decídete/Fiebre de Amor/Soy Como Quiero Ser/Palabra de Honor |         |  |
| 22. | "Labios de Miel" | Luis Miguel                                                  |         |  |

20 de fevereiro de 2012-12 de maio de 2012
| N.º | Título | Álbum original                                               | Duração |  |
| 1.  | "Intro" |                                                              |         |  |
| 2.  | "Te Propongo Esta Noche" | Amarte es Un Placer                                          |         |  |
| 3.  | "Suave" | Aries                                                        |         |  |
| 4.  | "Con Tus Besos" | 33                                                           |         |  |
| 5.  | "Apresentação" |                                                              |         |  |
| 6.  | "Tres Palabras" | Luis Miguel                                                  |         |  |
| 7.  | "La Barca" | Romance                                                      |         |  |
| 8.  | "Somos Novios" | Segundo Romance                                              |         |  |
| 9.  | "Medley ("No Me Platiques Más"/"No Sé Tú"/"El Día Qué Me Quieras")"                                                                 | Romance/Segundo Romance                                      |         |  |
| 10. | "Medley ("Por Debajo de la Mesa"/"La Gloria eres Tú"/"Bésame Mucho")"                                                               | Romances                                                     |         |  |
| 11. | "Medley ("Inovidable"/"La Última Noche"/"Amor, Amor, Amor")"                                                                        | Romance/Mis Romances                                         |         |  |
| 12. | "Come Fly with Me" | Duets II                                                     |         |  |
| 13. | "O Tú o Ninguna (em alguns shows)"                                                                                                  | Amarte es Un Placer                                          |         |  |
| 14. | "Medley ("No Me Puedes Dejar Así"/"Palabra de Honor"/"Entrégate"/"La Incondicional")"                                               | Decídete/Palabra de Honor/20 Años/Busca Una Mujer            |         |  |
| 15. | "Esa Niña" | Busca Una Mujer                                              |         |  |
| 16. | "Medley ("Un Hombre Busca Una Mujer"/"Cuestión de Piel"/"Oro de Ley")"                                                              | Busca Una Mujer/20 Años                                      |         |  |
| 17. | "Tú Sólo Tú" | Amarte es Un Placer                                          |         |  |
| 18. | "Te Necesito" | 33                                                           |         |  |
| 19. | "Intro (Piano)" |                                                              |         |  |
| 20. | "No Existen Limites" | Luis Miguel                                                  |         |  |
| 21. | "Qué Nivel de Mujer" | Aries                                                        |         |  |
| 22. | "Fiebre de Amor" | Fiebre de Amor                                               |         |  |
| 23. | "Medley ("Decídete"/"Los Muchachos de Hoy"/"Ahora Te Puedes Marchar"/"La Chica del Bikini Azul"/"Isabel"/"Cuándo Calienta el Sol")" | Decídete/Fiebre de Amor/Soy Como Quiero Ser/Palabra de Honor |         |  |
| 24. | "Medley ("Cielito Lindo"/"Qué Bonita és Mi Tierra"/"Viva México, Viva América") (somente na Cidade do México e Monterrei)"          |                                                              |         |  |
| 25. | "Medley ("Qué Seas Feliz"/"Y"/"De Qué Manera Te Olvido"/"La Bikina"/"El Viajero") (somente na Cidade do México e Monterrei)"        | México en la Piel/Vivo                                       |         |  |
| 26. | "Medley ("Vuelve"/"Eres"/"Cómo és Possíble Qué a Mí Lado"/"Será Qué No Me Amas"/"Te Propongo Esta Noche")"                          | 33/Nada es Igual/20 Años/Amarte es Un Placer                 |         |  |
| 27. | "Labios de Miel" | Luis Miguel                                                  |         |  |

The Hits Tour
30 de agosto de 2012-15 de setembro de 2012
| N.º | Título | Álbum original                                               | Duração |  |
| 1.  | "Intro" |                                                              |         |  |
| 2.  | "Mujer de Fuego" | Luis Miguel                                                  |         |  |
| 3.  | "Suave" | Aries                                                        |         |  |
| 4.  | "Si Te Vás" | Nada es Igual                                                |         |  |
| 5.  | "Me Niego a Estar Solo" | Aries                                                        |         |  |
| 6.  | "Apresentação" |                                                              |         |  |
| 7.  | "Contigo en la Distancia" | Romance                                                      |         |  |
| 8.  | "La Mentira" | Romance                                                      |         |  |
| 9.  | "No Sé Tú" | Romance                                                      |         |  |
| 10. | "Medley ("Por Debajo de la Mesa"/"La Gloria eres Tú"/"Bésame Mucho")"                                                               | Romances                                                     |         |  |
| 11. | "Sol, Arena y Mar" | Amarte es Un Placer                                          |         |  |
| 12. | "Medley ("Un Hombre Busca Una Mujer"/"Cuestión de Piel"/"Oro de Ley")"                                                              | Busca Una Mujer/20 Años                                      |         |  |
| 13. | "Esa Niña" | Busca Una Mujer                                              |         |  |
| 14. | "Medley ("No Me Puedes Dejar Así"/"Palabra de Honor"/"Entrégate"/"La Incondicional")"                                               | Decídete/Palabra de Honor/20 Años/Busca Una Mujer            |         |  |
| 15. | "Tú y Yo" | Aries                                                        |         |  |
| 16. | "Intro" |                                                              |         |  |
| 17. | "Come Fly with Me" | Duets II                                                     |         |  |
| 18. | "Ayer" | Aries                                                        |         |  |
| 19. | "Dame Tu Amor" | Aries                                                        |         |  |
| 20. | "Te Necesito" | 33                                                           |         |  |
| 21. | "Son de la Negra" |                                                              |         |  |
| 22. | "El Rey" | El Concierto                                                 |         |  |
| 23. | "Medley ("Qué Seas Feliz"/"Y"/"De Qué Manera Te Olvido"/"La Bikina"/"El Viajero")"                                                  | México en la Piel/Vivo                                       |         |  |
| 24. | "Medley ("Si Nos Dejan"/"Échame a Mí la Culpa"/"Sabes Una Cosa")"                                                                   | El Concierto/México en la Piel                               |         |  |
| 25. | "Medley ("Cielito Lindo"/"Qué Bonita es Mi Tierra"/"Viva México, Viva América")"                                                    |                                                              |         |  |
| 26. | "Medley ("Decídete"/"Los Muchachos de Hoy"/"Ahora Te Puedes Marchar"/"La Chica del Bikini Azul"/"Isabel"/"Cuándo Calienta el Sol")" | Decídete/Fiebre de Amor/Ser Como Quiero Ser/Palabra de Honor |         |  |
| 27. | "Labios de Miel" | Luis Miguel                                                  |         |  |

### Datas
| # | Data                                      | Cidade                                    | País                                      | Local                                     |
| Primeira parte (Segundo semestre de 2010)                                                                         | Primeira parte (Segundo semestre de 2010) | Primeira parte (Segundo semestre de 2010) | Primeira parte (Segundo semestre de 2010) | Primeira parte (Segundo semestre de 2010) |
| América do Norte                                                                                                  | América do Norte                          | América do Norte                          | América do Norte                          | América do Norte                          |
| --- | ----------------------------------------- | ----------------------------------------- | ----------------------------------------- | ----------------------------------------- |
| 1 | 15 de Setembro de 2010                    | Las Vegas                                 | Estados Unidos                            | The Colosseum at Caesars Palace           |
| 2 | 16 de Setembro de 2010                    | Las Vegas                                 | Estados Unidos                            | The Colosseum at Caesars Palace           |
| 3 | 17 de Setembro de 2010                    | Las Vegas                                 | Estados Unidos                            | The Colosseum at Caesars Palace           |
| 4 | 18 de Setembro de 2010                    | Las Vegas                                 | Estados Unidos                            | The Colosseum at Caesars Palace           |
| Segunda parte (2010)                                                                                              |                                           |                                           |                                           |                                           |
| América do Sul |                                           |                                           |                                           |                                           |
| 5 | 4 de Novembro de 2010                     | Lima                                      | Peru                                      | Hipódromo de Monterrico                   |
| 6 | 6 de Novembro de 2010                     | Assunção                                  | Paraguai                                  | Estadio Defensores del Chaco              |
| 7 | 7 de Novembro de 2010                     | Corrientes                                | Argentina                                 | Estadio José Antonio Romero Feris         |
| 8 | 9 de Novembro de 2010                     | Córdova                                   | Argentina                                 | Orfeo Superdomo                           |
| 9 | 10 de Novembro de 2010                    | Córdova                                   | Argentina                                 | Orfeo Superdomo                           |
| 10 | 11 de Novembro de 2010                    | Rosário                                   | Argentina                                 | Estadio Newell's Old Boys                 |
| 11 | 13 de Novembro de 2010                    | San Luis                                  | Argentina                                 | Estadio Juan Gilberto Funes               |
| 12 | 17 de Novembro de 2010                    | Santiago                                  | Chile                                     | Movistar Arena                            |
| 13 | 18 de Novembro de 2010                    | Santiago                                  | Chile                                     | Movistar Arena                            |
| 14 | 19 de Novembro de 2010                    | Santiago                                  | Chile                                     | Movistar Arena                            |
| 15 | 20 de Novembro de 2010                    | Santiago                                  | Chile                                     | Movistar Arena                            |
| 16 | 23 de Novembro de 2010                    | Buenos Aires                              | Argentina                                 | Pabellón Costa Salguero                   |
| 17 | 25 de Novembro de 2010                    | Buenos Aires                              | Argentina                                 | Estadio José Amalfitani                   |
| 18 | 26 de Novembro de 2010                    | Buenos Aires                              | Argentina                                 | Estadio José Amalfitani                   |
| 19 | 27 de Novembro de 2010                    | Buenos Aires                              | Argentina                                 | Estadio José Amalfitani                   |
| 20 | 28 de Novembro de 2010                    | Buenos Aires                              | Argentina                                 | Estadio José Amalfitani                   |
| 21 | 1 de Dezembro de 2010                     | Trelew                                    | Argentina                                 | Estadio Cayetano Castro                   |
| 22 | 3 de Dezembro de 2010                     | Neuquén                                   | Argentina                                 | Portal Patagonia Shopping                 |
| 23 | 4 de Dezembro de 2010                     | Bahía Blanca                              | Argentina                                 | Estadio Alejandro Pérez                   |
| 24 | 5 de Dezembro de 2010                     | Mar del Plata                             | Argentina                                 | Polideportivo Islas Malvinas              |
| 25 | 8 de Dezembro de 2010                     | Santa Cruz de la Sierra                   | Bolívia                                   | Estadio Ramón Tahuichi Aguilera           |
| Terceira parte (2011)                                                                                             |                                           |                                           |                                           |                                           |
| América do Norte II                                                                                               |                                           |                                           |                                           |                                           |
| 26 | 27 de Janeiro de 2011                     | San Diego                                 | Estados Unidos                            | Viejas Arena                              |
| 27 | 28 de Janeiro de 2011                     | Palm Springs                              | Estados Unidos                            | Fantasy Springs Resort Casino             |
| 28 | 29 de Janeiro de 2011                     | Los Angeles                               | Estados Unidos                            | Gibson Amphitheatre                       |
| 29 | 30 de Janeiro de 2011                     | São José                                  | Estados Unidos                            | HP Pavilion                               |
| 30 | 3 de Fevereiro de 2011                    | Los Angeles                               | Estados Unidos                            | Gibson Amphitheatre                       |
| 31 | 4 de Fevereiro de 2011                    | Los Angeles                               | Estados Unidos                            | Gibson Amphitheatre                       |
| 32 | 11 de Fevereiro de 2011                   | Cidade do México                          | México                                    | Auditorio Nacional                        |
| 33 | 12 de Fevereiro de 2011                   | Cidade do México                          | México                                    | Auditorio Nacional                        |
| 34 | 13 de Fevereiro de 2011                   | Cidade do México                          | México                                    | Auditorio Nacional                        |
| 35 | 14 de Fevereiro de 2011                   | Cidade do México                          | México                                    | Auditorio Nacional                        |
| 36 | 17 de Fevereiro de 2011                   | Cidade do México                          | México                                    | Auditorio Nacional                        |
| 37 | 18 de Fevereiro de 2011                   | Cidade do México                          | México                                    | Auditorio Nacional                        |
| 38 | 19 de Fevereiro de 2011                   | Cidade do México                          | México                                    | Auditorio Nacional                        |
| 39 | 20 de Fevereiro de 2011                   | Cidade do México                          | México                                    | Auditorio Nacional                        |
| 40 | 24 de Fevereiro de 2011                   | Cidade do México                          | México                                    | Auditorio Nacional                        |
| 41 | 25 de Fevereiro de 2011                   | Cidade do México                          | México                                    | Auditorio Nacional                        |
| 42 | 26 de Fevereiro de 2011                   | Cidade do México                          | México                                    | Auditorio Nacional                        |
| 43 | 27 de Fevereiro de 2011                   | Cidade do México                          | México                                    | Auditorio Nacional                        |
| 44 | 3 de Março de 2011                        | Cidade do México                          | México                                    | Auditorio Nacional                        |
| 45 | 4 de Março de 2011                        | Cidade do México                          | México                                    | Auditorio Nacional                        |
| 46 | 5 de Março de 2011                        | Cidade do México                          | México                                    | Auditorio Nacional                        |
| 47 | 6 de Março de 2011                        | Cidade do México                          | México                                    | Auditorio Nacional                        |
| 48 | 10 de Março de 2011                       | Cidade do México                          | México                                    | Auditorio Nacional                        |
| 49 | 11 de Março de 2011                       | Cidade do México                          | México                                    | Auditorio Nacional                        |
| 50 | 12 de Março de 2011                       | Cidade do México                          | México                                    | Auditorio Nacional                        |
| 51 | 13 de Março de 2011                       | Cidade do México                          | México                                    | Auditorio Nacional                        |
| 52 | 17 de Março de 2011                       | Guadalajara                               | México                                    | Auditorio Telmex                          |
| 53 | 18 de Março de 2011                       | Guadalajara                               | México                                    | Auditorio Telmex                          |
| 54 | 19 de Março de 2011                       | Guadalajara                               | México                                    | Auditorio Telmex                          |
| 55 | 20 de Março de 2011                       | Guadalajara                               | México                                    | Auditorio Telmex                          |
| 56 | 24 de Março de 2011                       | Monterrei                                 | México                                    | Auditorio Banamex                         |
| 57 | 25 de Março de 2011                       | Monterrei                                 | México                                    | Auditorio Banamex                         |
| 58 | 26 de Março de 2011                       | Monterrei                                 | México                                    | Auditorio Banamex                         |
| 59 | 27 de Março de 2011                       | Monterrei                                 | México                                    | Auditorio Banamex                         |
| 60 | 29 de Março de 2011                       | Puebla                                    | México                                    | Universidad Iberoamericana                |
| 61 | 31 de Março de 2011                       | León                                      | México                                    | Poliforum León                            |
| 62 | 2 de Abril de 2011                        | San Luis Potosí                           | México                                    | Estadio de Béisbol Veinte de Noviembre    |
| 63 | 4 de Abril de 2011                        | Torreón                                   | México                                    | Estadio Corona                            |
| 64 | 6 de Abril de 2011                        | Querétaro                                 | México                                    | Estadio La Corregidora                    |
| 65 | 8 de Abril de 2011                        | Veracruz                                  | México                                    | World Trade Center Veracruz               |
| 66 | 9 de Abril de 2011                        | Tuxtla Gutiérrez                          | México                                    | Estadio Víctor Manuel Reyna               |
| América Central                                                                                                   |                                           |                                           |                                           |                                           |
| 67 | 12 de Abril de 2011                       | Cidade da Guatemala                       | Guatemala                                 | Estadio del Ejercito                      |
| 68 | 14 de Abril de 2011                       | Tegucigalpa                               | Honduras                                  | Estadio Chochi Sosa                       |
| 69 | 16 de Abril de 2011                       | San Salvador                              | El Salvador                               | Estadio Jorge "Mágico" González           |
| América do Norte III                                                                                              |                                           |                                           |                                           |                                           |
| 70 | 21 de Abril de 2011                       | Acapulco                                  | México                                    | Forum de Mundo Imperial                   |
| 71 | 22 de Abril de 2011                       | Acapulco                                  | México                                    | Forum de Mundo Imperial                   |
| 72 | 23 de Abril de 2011                       | Acapulco                                  | México                                    | Forum de Mundo Imperial                   |
| 73 | 26 de Abril de 2011                       | Oaxaca                                    | México                                    | Estadio Benito Juárez                     |
| 74 | 28 de Abril de 2011                       | Cancún                                    | México                                    | Estadio Andrés Quintana Roo               |
| 75 | 30 de Abril de 2011                       | Mérida                                    | México                                    | Estadio Carlos Iturralde                  |
| 76 | 11 de Maio de 2011                        | Santo Domingo                             | República Dominicana                      | Estadio Quisqueya                         |
| 77 | 14 de Maio de 2011                        | San Juan                                  | Porto Rico                                | José Miguel Agrelot Coliseum              |
| 78 | 19 de Maio de 2011                        | Miami                                     | Estados Unidos                            | American Airlines Arena                   |
| 79 | 21 de Maio de 2011                        | Miami                                     | Estados Unidos                            | American Airlines Arena                   |
| 80 | 22 de Maio de 2011                        | Orlando                                   | Estados Unidos                            | New UCF Arena                             |
| 81 | 25 de Maio de 2011                        | Toronto                                   | Canadá                                    | Powerade Centre                           |
| 82 | 27 de Maio de 2011                        | Chicago                                   | Estados Unidos                            | Allstate Arena                            |
| 83 | 29 de Maio de 2011                        | Newark                                    | Estados Unidos                            | Prudential Center                         |
| 84 | 1 de Junho de 2011                        | Grand Prairie                             | Estados Unidos                            | Verizon Theater                           |
| 85 | 3 de Junho de 2011                        | Tucson                                    | Estados Unidos                            | Anselmo Valencia Tori Amphitheater        |
| 86 | 4 de Junho de 2011                        | El Paso                                   | Estados Unidos                            | El Paso County Coliseum                   |
| 87 | 5 de Junho de 2011                        | Albuquerque                               | Estados Unidos                            | Sandia Casino Amphitheater                |
| 88 | 8 de Junho de 2011                        | Laredo                                    | Estados Unidos                            | Laredo Energy Arena                       |
| 89 | 9 de Junho de 2011                        | Hidalgo                                   | Estados Unidos                            | State Farm Arena                          |
| 90 | 10 de Junho de 2011                       | San Antonio                               | Estados Unidos                            | AT&T Center                               |
| 91 | 11 de Junho de 2011                       | Houston                                   | Estados Unidos                            | Toyota Center                             |
| 92 | 17 de Junho de 2011                       | Los Angeles                               | Estados Unidos                            | Gibson Amphitheatre                       |
| 93 | 19 de Junho de 2011                       | Fresno                                    | Estados Unidos                            | Save Mart Center                          |
| 94 | 19 de Junho de 2011                       | Phoenix                                   | Estados Unidos                            | Comerica Theatre                          |
| 95 | 10 de Setembro de 2011                    | Chula Vista                               | Estados Unidos                            | Cricket Wireless Amphitheatre             |
| 96 | 11 de Setembro de 2011                    | San Bernardino                            | Estados Unidos                            | San Manuel Amphitheater                   |
| 97 | 15 de Setembro de 2011                    | Las Vegas                                 | Estados Unidos                            | The Colosseum at Caesars Palace           |
| 98 | 16 de Setembro de 2011                    | Las Vegas                                 | Estados Unidos                            | The Colosseum at Caesars Palace           |
| 99 | 17 de Setembro de 2011                    | Las Vegas                                 | Estados Unidos                            | The Colosseum at Caesars Palace           |
| 100 | 18 de Setembro de 2011                    | Las Vegas                                 | Estados Unidos                            | The Colosseum at Caesars Palace           |
| Quarta parte (2012)                                                                                               |                                           |                                           |                                           |                                           |
| América do Sul II                                                                                                 |                                           |                                           |                                           |                                           |
| 101 | 20 de Fevereiro de 2012                   | Punta del Este                            | Uruguai                                   | Punta del Este Resort & Casino            |
| 102 | 22 de Fevereiro de 2012                   | Viña del Mar                              | Chile                                     | Anfiteatro de la Quinta Vergara           |
| América do Norte III                                                                                              |                                           |                                           |                                           |                                           |
| 103 | 25 de Fevereiro de 2012                   | Cidade do México                          | México                                    | Arena Ciudad de Mexico                    |
| 104 | 26 de Fevereiro de 2012                   | Cidade do México                          | México                                    | Arena Ciudad de Mexico                    |
| 105 | 28 de Fevereiro de 2012                   | Tampico                                   | México                                    | Expo Tampico                              |
| 106 | 1 de Março de 2012                        | Monterrei                                 | México                                    | Arena Monterrei                           |
| 107 | 2 de Março de 2012                        | Monterrei                                 | México                                    | Arena Monterrei                           |
| América Central II                                                                                                |                                           |                                           |                                           |                                           |
| 108 | 4 de Março de 2012                        | San José                                  | Costa Rica                                | Estadio Ricardo Saprissa                  |
| 109 | 6 de Março de 2012                        | Cidade do Panamá                          | Panamá                                    | Figali Convention Center                  |
| América do Sul III                                                                                                |                                           |                                           |                                           |                                           |
| 110 | 8 de Março de 2012                        | São Paulo                                 | Brasil                                    | Credicard Hall                            |
| 111 | 9 de Março de 2012                        | São Paulo                                 | Brasil                                    | Credicard Hall                            |
| 112 | 11 de Março de 2012                       | Rio de Janeiro                            | Brasil                                    | Citibank Hall                             |
| 113 | 13 de Março de 2012                       | Quito                                     | Equador                                   | Coliseo General Rumiñahui                 |
| 114 | 15 de Março de 2012                       | Guaiaquil                                 | Equador                                   | Estadio Alberto Spencer                   |
| 115 | 17 de Março de 2012                       | Valencia                                  | Venezuela                                 | Parque Musical Evenpro                    |
| 116 | 18 de Março de 2012                       | Caracas                                   | Venezuela                                 | Estadio de la USB                         |
| Europa |                                           |                                           |                                           |                                           |
| 117 | 27 de Abril de 2012                       | Santiago de Compostela                    | Espanha                                   | Pabellón Multiusos Fontes do Sar          |
| 118 | 28 de Abril de 2012                       | Cáceres                                   | Espanha                                   | Pabellon Multiusos Ciudad de Caceres      |
| 119 | 30 de Abril de 2012                       | Palma de Maiorca                          | Espanha                                   | Plaza de Toros de Mallorca                |
| 120 | 4 de Maio de 2012                         | Alicante                                  | Espanha                                   | Auditorio de IFA                          |
| 121 | 5 de Maio de 2012                         | Málaga                                    | Espanha                                   | Jose Maria Martin Carpena Arena           |
| 122 | 6 de Maio de 2012                         | Sevilha                                   | Espanha                                   | Palacio Municipal de Deportes San Pablo   |
| O show marcado para o dia 8 de Maio no Estadio Municipal Maspalomas em Grã Canária foi cancelado e não remarcado. |                                           |                                           |                                           |                                           |
| 123 | 10 de Maio de 2012                        | Barcelona                                 | Espanha                                   | Palau Sant Jordi                          |
| 124 | 11 de Maio de 2012                        | Madrid                                    | Espanha                                   | Palacio de Los Deportes                   |
| 125 | 12 de Maio de 2012                        | Madrid                                    | Espanha                                   | Palacio de Los Deportes                   |
| Quinta parte (2012)                                                                                               |                                           |                                           |                                           |                                           |
| América do Norte IV                                                                                               |                                           |                                           |                                           |                                           |
| 126 | 30 de Agosto de 2012                      | Fresno                                    | Estados Unidos                            | Save Mart Center                          |
| 127 | 2 de Setembro de 2012                     | San Antonio                               | Estados Unidos                            | Alamodome                                 |
| 128 | 4 de Setembro de 2012                     | Ciudad Juárez                             | México                                    | Estadio Olímpico Benito Juárez            |
| 129 | 6 de Setembro de 2012                     | Highland                                  | Estados Unidos                            | San Manuel Indian Bingo & Casino          |
| 130 | 7 de Setembro de 2012                     | Irvine                                    | Estados Unidos                            | Verizon Wireless Amphitheatre             |
| 131 | 8 de Setembro de 2012                     | Tijuana                                   | México                                    | Estadio Caliente                          |
| 132 | 9 de Setembro de 2012                     | Mexicali                                  | México                                    | Estadio Casas GEO                         |
| 133 | 13 de Setembro de 2012                    | Las Vegas                                 | Estados Unidos                            | The Colosseum at Caesars Palace           |
| 134 | 14 de Setembro de 2012                    | Las Vegas                                 | Estados Unidos                            | The Colosseum at Caesars Palace           |
| 135 | 15 de Setembro de 2012                    | Las Vegas                                 | Estados Unidos                            | The Colosseum at Caesars Palace           |
| América do Sul IV                                                                                                 |                                           |                                           |                                           |                                           |
| O show marcado para o dia 10 de Outubro no Velodromo Municipal em Montevidéu foi cancelado e não remarcado.       |                                           |                                           |                                           |                                           |
| 136 | 13 de Outubro de 2012                     | Corrientes                                | Argentina                                 | Estadio José Antonio Romero Feris         |
| 137 | 15 de Outubro de 2012                     | Buenos Aires                              | Argentina                                 | La Rural                                  |
| 138 | 16 de Outubro de 2012                     | Buenos Aires                              | Argentina                                 | Estadio G.E.B.A.                          |
| 139 | 17 de Outubro de 2012                     | Buenos Aires                              | Argentina                                 | Estadio G.E.B.A.                          |
| 140 | 19 de Outubro de 2012                     | Buenos Aires                              | Argentina                                 | Estadio G.E.B.A.                          |
| 141 | 20 de Outubro de 2012                     | Buenos Aires                              | Argentina                                 | Estadio G.E.B.A.                          |
| 142 | 21 de Outubro de 2012                     | Buenos Aires                              | Argentina                                 | Estadio G.E.B.A.                          |
| 143 | 22 de Outubro de 2012                     | Buenos Aires                              | Argentina                                 | La Rural                                  |
| 144 | 24 de Outubro de 2012                     | Rosário                                   | Argentina                                 | Hipódromo del Parque Independencia        |
| 145 | 26 de Outubro de 2012                     | Córdova                                   | Argentina                                 | Orfeo Superdomo                           |
| 146 | 27 de Outubro de 2012                     | Córdova                                   | Argentina                                 | Orfeo Superdomo                           |
| 147 | 30 de Outubro de 2012                     | Antofagasta                               | Chile                                     | Huinas de Huanchaca                       |
| 148 | 1 de Novembro de 2012                     | Santiago                                  | Chile                                     | Movistar Arena                            |
| 149 | 2 de Novembro de 2012                     | Santiago                                  | Chile                                     | Movistar Arena                            |
| 150 | 3 de Novembro de 2012                     | Santiago                                  | Chile                                     | Movistar Arena                            |
| 151 | 4 de Novembro de 2012                     | Mostazal                                  | Chile                                     | Casino Monticello                         |
| 152 | 6 de Novembro de 2012                     | Concepción                                | Chile                                     | Estadio Municipal de Concepción           |
| América do Norte V                                                                                                |                                           |                                           |                                           |                                           |
| 153 | 31 de Janeiro de 2013                     | Cidade do México                          | México                                    | Auditório Nacional                        |
| 154 | 1 de Fevereiro de 2013                    | Cidade do México                          | México                                    | Auditório Nacional                        |
| 155 | 2 de Fevereiro de 2013                    | Cidade do México                          | México                                    | Auditório Nacional                        |
| 156 | 3 de Fevereiro de 2013                    | Cidade do México                          | México                                    | Auditório Nacional                        |
| 157 | 7 de Fevereiro de 2013                    | Pachuca de Soto                           | México                                    | Estádio Hidalgo                           |
| 158 | 8 de Fevereiro de 2013                    | Cidade do México                          | México                                    | Auditorio Nacional                        |
| 159 | 9 de Fevereiro de 2013                    | Cidade do México                          | México                                    | Auditorio Nacional                        |
| 160 | 10 de Fevereiro de 2013                   | Cidade do México                          | México                                    | Auditorio Nacional                        |
| 161 | 12 de Fevereiro de 2013                   | Aguascalientes                            | México                                    | Estádio Romo Chávez                       |
| 162 | 14 de Fevereiro de 2013                   | Cidade do México                          | México                                    | Auditorio Nacional                        |
| 163 | 15 de Fevereiro de 2013                   | Cidade do México                          | México                                    | Auditorio Nacional                        |
| 164 | 16 de Fevereiro de 2013                   | Cidade do México                          | México                                    | Auditorio Nacional                        |
| 165 | 21 de Fevereiro de 2013                   | Guadalajara                               | México                                    | Telmex Auditorium                         |
| 166 | 22 de Fevereiro de 2013                   | Guadalajara                               | México                                    | Telmex Auditorium                         |
| 167 | 23 de Fevereiro de 2013                   | Guadalajara                               | México                                    | Telmex Auditorium                         |
| 168 | 26 de Fevereiro de 2013                   | León                                      | México                                    | Polifórum León                            |
| 169 | 28 de Fevereiro de 2013                   | Tampico                                   | México                                    | Expo Tampico                              |
| 170 | 1 de Março de 2013                        | Monterrei                                 | México                                    | Auditorio Coca-Cola                       |
| 171 | 2 de Março de 2013                        | Monterrei                                 | México                                    | Auditorio Coca-Cola                       |
| 172 | 13 de Março de 2013                       | Chihuahua                                 | México                                    | Estádio Olímpico de la UACH               |
| 173 | 15 de Março de 2013                       | Hermosillo                                | México                                    | Estádio Héroe de Nacozari                 |
| Total | 277 dias                                  | 78 cidades                                | 20 países                                 | 80 locais                                 |

Notas:
- O terceiro show em Buenos Aires na Argentina foi gravado pelo Telefe.
- O show em Viña del Mar foi integralmente gravado e transmitido pelo canal chileno Chilevisión

### Vendas
| Local                           | Cidade           | Ingressos vendidos / A venda | Lucro          |
| ------------------------------- | ---------------- | ---------------------------- | -------------- |
| The Colosseum at Caesars Palace | Las Vegas        | 32,059 / 33,084 (97%)        | US$ 5,419,160  |
| Auditorio Nacional              | Cidade do México | 138,745 / 193,660 (72%)      | US$ 10,551,787 |
| José Miguel Agrelot Coliseum    | Porto Rico       | 6,155 / 6,272 (96%)          | US$ 618,563    |
| Verizon Theatre                 | Grand Prairie    | 3,469 / 5,784 (60%)          | US$ 396,125    |
| Credicard Hall                  | São Paulo        | 7,624 / 7,748 (98%)          | US$ 1,625,950  |
| Citibank Hall                   | Rio de Janeiro   | 1,905 / 2,899 (66%)          | US$ 518,716    |
| Parque Musical Evenpro          | Valencia         | 4,118 / 7,700 (53%)          | US$ 2,190,810  |
| Total                           | Total            | 193,075 / 257,147 (75%)      | US$ 20,221,111 |

### Formação
- Vocal: Luis Miguel
- Acústico e guitarra: Todd Robinson
- Baixo elétrico: Lalo Carrillo
- Piano: Francisco Loyo
- Teclado: Salo Loyo
- Bateria: Victor Loyo
- Percussão: Tommy Aros
- Saxofone: Jeff Nathanson, Terry Landry e Albert Wing
- Trompete: Serafin Aguilar, Ramón Flores e Peter Olstad
- Trombone: Alejandro Carballo
- Vocais de apoio: Vie Le e Kacee Clanton